# Al-Ándalus

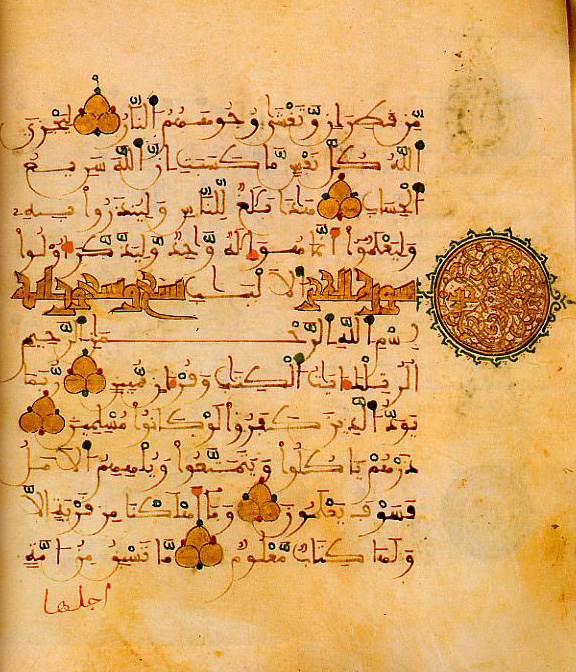
Corán del utilizado en al-Ándalus

Al-Ándalus (en árabe clásico, الأندلس o الأَنْدَلُس), el Ándalus es el nombre que en la Edad Media dieron los musulmanes a la península ibérica y el término empleado por la historiografía moderna para nombrar el territorio peninsular —e inicialmente de la Septimania— bajo poder musulmán entre los años 711 y 1492.
También se conoce como Hispania musulmana. De hecho, los cristianos del siglo IX generalmente reservaban el término «Hispania» a la parte de la Península dominada por los musulmanes. Para los autores árabes medievales, el término de al-Ándalus designa la totalidad de las zonas conquistadas por tropas musulmanas en territorios actualmente pertenecientes a España, Portugal, Francia, Andorra y el territorio británico de ultramar de Gibraltar.
Tras la conquista musulmana de la península ibérica, al-Ándalus se integró inicialmente en la provincia norteafricana del Califato omeya. En el año 756 se convirtió en el Emirato de Córdoba y posteriormente en el año 929 en el Califato de Córdoba, independiente del califato abasí. Con la disolución del Califato de Córdoba en 1031, el territorio se dividió en los primeros reinos de taifas, periodo al que sucedió la etapa de los almorávides, los segundos reinos de taifas, la etapa de los almohades y los terceros reinos de taifas. Con el avance de la Reconquista iniciada por los cristianos de las montañas del norte peninsular, el nombre de al-Ándalus se fue adecuando al menguante territorio bajo dominación musulmana, cuyas fronteras fueron progresivamente empujadas hacia el sur, hasta la toma de Granada por los Reyes Católicos en 1492, que puso fin al poder islámico en la península ibérica, aunque la mayor parte de la población musulmana quedó en un principio en la península, unos convirtiéndose al catolicismo y otros, con creencias más arraigadas, marcharon a las cumbres de Sierra Nevada (véase La Alpujarra) hasta su definitiva expulsión.

## Etimología

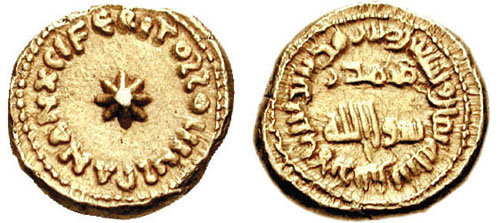
Dinar del año 98 de la Hégira (716 d. C.) en el que aparece por primera vez el nombre de al-Ándalus en su anverso árabe. En el reverso el mismo texto en latín, lo que ha permitido identificar al-Ándalus con Hispania.

El nombre al-Ándalus referido a la península ibérica, aparece documentado por primera vez en una moneda conservada en el Museo Arqueológico Nacional de España y datada en el año 98 de la Hégira/716 d. C., pocos años después de la conquista musulmana de la península ibérica. En el dinar bilingüe latino-árabe aparece en una cara la inscripción Ferit[us] soli[dus] in Span[ia] ann[o] XCVII («fue acuñado este sueldo en Spania, el año 97 [sic, por 98]») y en la otra cara su equiparable árabe: duriba hadal-dinar bi-l-Andalus sanata taman wa-tisin («fue acuñado este dinar en al-Ándalus, el año 98 [de la Hégira]»). Así pues, «Spania o Hispania se correspondía con el al-Ándalus recién incorporado al Imperio islámico», concluye María Jesús Viguera Molins. «El uso del nuevo nombre contiene el propósito de instalar aquí una nueva entidad estatal, como procurando evidenciar el corte nominal y decisivo de al-Ándalus respecto al reino visigodo, pero manteniendo su entidad espacial.
Aplicado a veces a toda la península ibérica, de modo concreto fue designado el territorio musulmán».
A medida que se redujo el espacio controlado por los musulmanes, también lo hizo la extensión geográfica así denominada. Es interesante resaltar que Andalucía no proviene directamente de al-Ándalus, sino del gentilicio andalusí a partir del uso castellano del mismo y ante la fijación temporal de la frontera de Castilla frente a los dominios almohades.[cita requerida]
Si bien está claro que al-Ándalus es una forma usada por el árabe como sinónimo de Hispania, es evidente que no es una palabra de esa lengua, por lo que su origen es desconocido, y se han formulado varias teorías al respecto.

Grafía árabe de la palabra «al-Ándalus» (con los signos diacríticos de vocalización)

### Tesis vándala
Esta histórica y discutida tesis defiende que los vándalos, pueblo germánico que ocupó la Bética romana entre el 409 y el 429 y que desde allí pasó al norte de África, dieron origen al nombre de al-Ándalus. La tesis de los vándalos ya se esgrimía en el mundo hispánico durante la Edad Media, aunque fue a partir del siglo XVI cuando empezó a ser más difundida, apareciendo en la obra de múltiples anticuarios del ámbito cultural español. El arabista neerlandés del siglo XIX Reinhart Dozy fue el primero en argumentarla según la filología moderna. En esta misma línea le siguieron Christian Friedrich Seybold (1859-1921) y Évariste Lévi-Provençal (1894-1956). Este supuesto se ha argumentado a lo largo de la historia de diferentes formas.
Uno de los razonamientos sostenía que el nombre de Andalucía provenía de "Vandalicia", que significaría «la tierra de los vándalos». Los puntos débiles de esta tesis son que el topónimo «Andalucía», en su forma primigenia «el Andalucía», es una castellanización documentada del árabe al-andalusiya, adjetivo árabe relativo al sustantivo «al-Ándalus» y que no es lógico desde el punto de vista cronológico justificar el nombre de «al-Ándalus» a través del nombre «Andalucía», que es posterior. Además, no hay constancia documental de que la región alguna vez se denominara "Vandalicia". Sin embargo esta ha sido una etimología muy popular y un auténtico tópico histórico muy repetido. Siguiendo esta falsa etimología, se llegó a usar el topónimo latino "Vandalia", a modo de neologismo para referirse a Andalucía en textos modernos escritos en latín, como por ejemplo el lema que aparece en el escudo de la ciudad de Carmona: SICVT LVCIFER LVCET IN AVRORA, ITA IN VANDALIA CARMONA ('Como el Lucero brilla al amanecer, así brilla Carmona en Andalucía').
A finales del siglo XX, siguiendo la misma idea que relaciona el nombre de «al-Ándalus» con los vándalos, se ha propuesto otra hipótesis. Esta mantiene que el término árabe «al-Ándalus» puede tener origen en la expresión bereber o amazig tamort uandalos, que significaría la «tierra de los vándalos». Según esta hipótesis, los habitantes del norte de África, viendo llegar a los vándalos del otro lado del estrecho de Gibraltar, llamaron a las tierras del otro lado «tierra de los vándalos». El razonamiento es que el genitivo en lengua bereber se construye añadiendo la partícula «u» al principio de la palabra, fenómeno que se conoce como «forma constructa». Por ello, teniendo en cuenta que el nombre latino del pueblo vándalo era vandalus (pronunciado /uándalus/), la expresión bereber tamort uandalos, que significaría la «tierra de los vándalos», pudo ser confundida por los árabes con la expresión homófona bereber «tamort u-andalos» o tierra de los ándalos, lo que habría derivado en el vocablo árabe Andalus, con pérdida de la «v» (pronunciada u) por confusión con la citada «forma constructa» bereber y precedida por el artículo antepuesto «al-». El punto flaco de esta hipótesis es que sus partidarios tampoco han podido aportar ninguna fuente histórica documental ni epigráfica que demuestre que la Bética o Hispania fueran llamadas alguna vez "*Vandalicia" o "*tamort uandalos".

### Tesis visigoda
Heinz Halm propone que «al-Ándalus» es la arabización de la expresión goda Landa-hlauts, sustantivo compuesto por los términos landa (tierra) y hlauts (sorteo) y que significa «tierras de sorteo». Según Halm los visigodos se repartían las tierras conquistadas mediante «sorteos» con el objetivo de repoblarlas y llamaban a las tierras repartidas Sortes Gothicae. De este modo Halm mantiene que *Landa-hlauts era el nombre godo de la antigua provincia Bética, y que de él pudo derivar el vocablo árabe al-Andalus. Sin embargo en las fuentes históricas solo se ha documentado la expresión latina Gothica sors referida al reino visigodo y no se ha hallado la expresión Landa-hlauts o similar en fuente histórica alguna.
La tesis visigoda ha sido revisada en 2004 por el historiador Rafael Sabio González, en un trabajo en el que se acentúa el carácter político de la raíz germánica land. Así, ésta vendría a aludir al concepto de nación más que a un reparto de tierras, siguiendo una extendida tradición entre las lenguas germánicas (Deutschland o England, por ejemplo) y refiriéndose al conjunto de los territorios gobernados por los monarcas visigodos. Propone, pues, una derivación de una forma hipotética: *Landalus, formada por land, en el sentido de territorio, cuya forma plural, latinizada, sería *Landerus. También avanza la sugerencia de que el complemento *us haga alusión a la posesión, como el inglés, us (en protogermánico *uns ).

### Tesis atlántica
La tesis atlántica hace derivar al-Ándalus del griego Atlantis o del latín Atlanticum. El primer estudioso moderno que apuntó esta posibilidad fue Juan Fernández Amador de los Ríos, basándose en las propias crónicas andalusíes. Más recientemente el filólogo Joaquín Vallvé Bermejo, en su obra La división territorial de la España musulmana, afirmó que el topónimo tiene su origen en la locución árabe «Jazirat al-Andalus», que significa «la isla del Atlántico» en alusión a la península ibérica. Según este catedrático, la leyenda de la Atlántida de Platón fue transmitida al mundo árabe antes de que naciera el islam en el s. VII d. C., como revela la poesía preislámica que ya hace referencia a un al-Ándalus. En el mismo sentido se pronunció, en 2002, María Jesús Viguera. Más recientemente, el historiador Eduardo Manzano Moreno, tras descartar la tesis de los vándalos por considerarla «difícilmente creíble» —«la presencia de los vándalos no dejó una huella duradera y, además, de haber sido así el nombre habría quedado atestiguado en algún texto de la época visigoda»—, ha considerado «más probable» que al-Ándalus sea «una denominación culta, un nombre evocador, tal vez referido al antiguo mito de la Atlántida y que llevó a los conquistadores a identificar ese mítico lugar con la tierra del extremo más occidental de sus expediciones».

## Historia

Mapa de al-Ándalus en 732, durante su mayor extensión

La Conquista omeya de la península ibérica se inició en el 711 y dividió a la Península en el Estado musulmán de al-Ándalus y en los distintos condados y reinos cristianos del norte de la Península. Ambos límites geográficos cambiaban y presentaban dos modelos de sociedad bien diferenciados.

### Conquista
Entre los años 711 y 715, los generales del Califato omeya conquistaron una parte de la península ibérica, aunque sin ningún tipo de dominio efectivo al norte del Sistema Central. La conquista del sur peninsular se sostuvo manu militari.
La entrada de los musulmanes en la península se produjo con el desembarco en Gibraltar (Yebel Tárik), el 27 de abril de 711, de Táriq Ibn Ziyad lugarteniente del gobernador de Tánger (Musa ibn Nusair), liderando un ejército de 9000 hombres. Poco después, el 19 de julio, los visigodos fueron derrotados y su rey Rodrigo murió en la batalla de Guadalete. La presencia de los Omeyas al norte del Sistema Central era anecdótica, limitándose a guarniciones desde las que profundizar sus incursiones militares o razzias.

### Emirato de Córdoba
En el año 756 Abd al-Rahmán I llegó a Córdoba y estableció una dinastía que gobernó al-Ándalus hasta 1031. En el 773 Abd al-Rahmán I creó el Emirato de Córdoba, independizándose política y administrativamente del Califato de Damasco, aunque mantuvo con el mismo una unidad cultural, espiritual y moral. Pese a todo, el verdadero organizador del emirato independiente fue Abd al-Rahmán II, que delegó los poderes en manos de los visires. La islamización fue muy rápida y el número de mozárabes (cristianos en territorio musulmán) se redujo considerablemente.
En el año 912, ascendió al trono Abd al-Rahmán III, cuando ya la decadencia política del emirato era un hecho. Intentando acabar con las sublevaciones y conflictos, se proclamó califa en 929, dando paso al Califato de Córdoba.

### Califato de Córdoba

El Califato de Córdoba hacia el año 1000

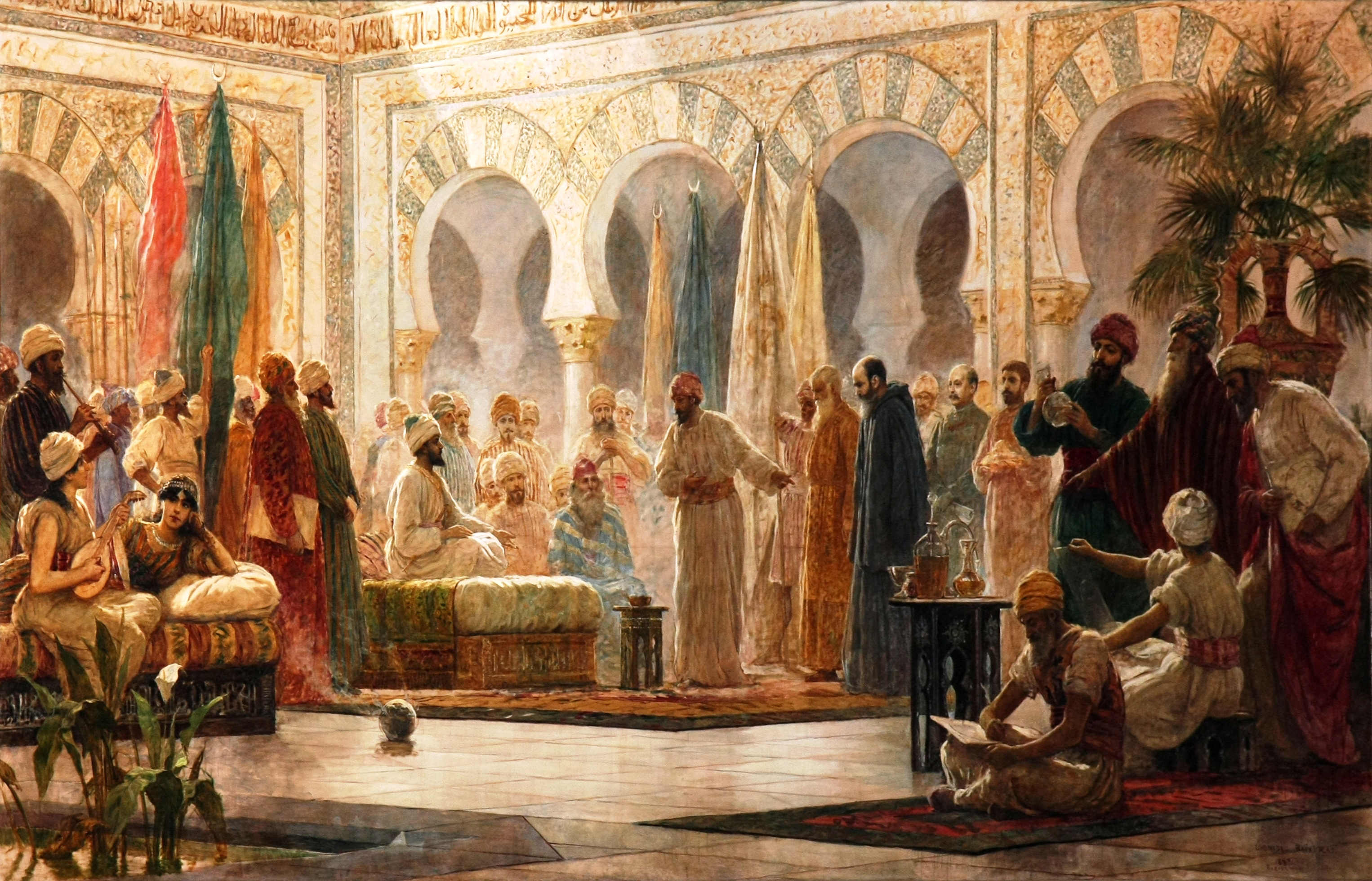
La civilización del califato de Córdoba en la época de Abderramán III (1885), Dionisio Baixeras Verdaguer, Paraninfo de la Universidad de Barcelona

En el año 929, Abd al-Rahmán III estableció el Califato de Córdoba, declarando la independencia religiosa de Bagdad, capital del califato abásida. Esta proclamación del califato contenía un propósito doble: en el interior, los Omeyas querían consolidar su posición. En el exterior, consolidar las rutas marítimas para el comercio en el Mediterráneo, garantizando las relaciones económicas con Bizancio y asegurando la subadministración del oro.
Tras la conquista de Melilla en 927, a mediados del siglo X, los omeyas cordobeses controlaban el triángulo formado por Argelia, Siyilmasa y el océano Atlántico. Como símbolo de poder y para legitimar su posición, el califa Abd al-Rahmán III erigió en torno al año 936 la ciudad palatina o áulica de Medina Azahara, como residencia real y sede del poder califal. El poder del califato se extendía asimismo hacia el norte y en 950 el Sacro Imperio Romano-Germánico intercambiaba embajadores con Córdoba. En el año 939 un ejército cristiano liderado por Ramiro II de León derrotó a las huestes árabes enviadas por Abderramán III en una de sus operaciones de castigo (razias) contra el norte. El resultado de la batalla disuadió a los Omeyas de su intención de instalar poblaciones árabes en las inmediaciones del Duero y sus áreas despobladas.
La de los Omeyas es la etapa política más importante de la presencia islámica en la península, aunque de corta duración pues en la práctica terminó en el 1010 con la Fitna de al-Ándalus o guerra civil que se desencadenó por el trono entre los partidarios del último califa legítimo Hisham II, y los sucesores de su primer ministro o hayib Almanzor, que desencadenó la fragmentación del estado omeya en multitud de reinos conocidos como Reinos de Taifas. En el trasfondo se hallaban también problemas como la agobiante presión fiscal necesaria para financiar el coste de los esfuerzos bélicos en sucesivas campañas contra el norte cada vez más gravosas.

### Primeros reinos de taifas
Las taifas fueron hasta 39 pequeños reinos en que se dividió el califato como consecuencia de la fitna o guerra civil. El movimiento, iniciado por los Banu Hamud con la proclamación del reino de Málaga, se generalizará durante este periodo y llevará a la fragmentación del califato y a los primeros reinos de taifas. Este no será un periodo pacífico, ya que los distintos reinos de taifas se combatirán entre ellos. Al Califato omeya de Córdoba lo sucedió el Califato Hammudí de Málaga, si bien el derecho de los hammudíes a reclamar para sí el imamato o primacía de la comunidad no fue reconocido por un número de regulos de Taifas, era un derecho legítimo. Durante gran parte del periodo de las Taifas, la dinastía hammudí desde la Taifa de Málaga permaneció ejerciendo su poder efectivo y su autoridad religiosa reconocida en un gran territorio a ambas orillas del Mediterráneo.
Cada taifa se identificó al principio con una familia, clan o dinastía. Así surgen, además de la ya mencionada dinastía hammudí que dominaría los territorios de la antigua Cora de Rayya, Taifa de Algeciras y Cora de Ceuta, la taifa de los amiríes (descendientes de Almanzor) en Valencia; la de los tuyibíes en Zaragoza; la de los aftasíes en Badajoz; la de los birzalíes en Carmona; y la de los abadíes en Sevilla. Con el paso de los años, las taifas de Sevilla, Badajoz, Toledo y Zaragoza, constituían las potencias islámicas peninsulares.

### Imperio almorávide

Expansión del imperio almorávide hacia el

La disgregación del califato en múltiples taifas hizo evidente que solo un poder político centralizado y unificado podía resistir el avance de los reinos cristianos del norte. Así, la conquista de Toledo en 1085 por parte de Alfonso VI anunciaba la amenaza cristiana de acabar con los reinos musulmanes de la península. Ante tal situación, los reyes de las taifas pidieron ayuda al sultán almorávide del norte de África, Yusuf ibn Tasufin, el cual se estableció en Algeciras y no solamente derrotó al rey leonés en la batalla de Zalaca (1086), sino que conquistó progresivamente todas las taifas, a partir del 1090. Pero su brutal ocupación militar terminó en fracaso al resistir los leoneses el asedio a la emblemática capital visigoda de Toledo. La intervención almorávide en la península marcó el comienzo de una larga etapa de influencia magrebí en al-Ándalus. Al periodo almorávide (de finales del siglo XI hasta la década del 1140), le siguió luego el almohade (de mediados del siglo XII a la década del 1220) y por fin el benimerín (de finales del siglo XIII a principios del XV).
La crisis del Imperio almorávide viene marcada por la pérdida de Zaragoza en 1118, ocupada por Alfonso I de Aragón. Los primeros indicios del malestar andalusí contra los almorávides se produjeron en Córdoba en 1121, cuando la población se rebeló contra los almorávides; solo la intervención de los alfaquíes pudo evitar un baño de sangre. Otras rebeliones se produjeron en distintas ciudades y a partir de 1140 el poder almorávide empieza a decaer en el norte de África por la presión almohade. A la península llegan esas noticias. En 1144 un sufí, Ibn Quasi empieza un movimiento antialmorávide y empiezan a surgir los llamados segundos reinos de Taifas.

### Segundos reinos de taifas

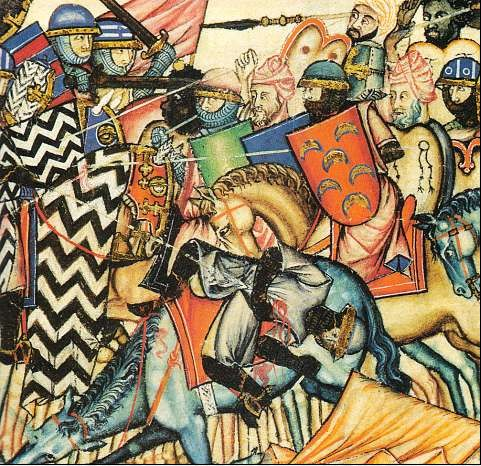
Batalla de la Reconquista, miniatura de las Cantigas de Santa Maria

Los primeros indicios del malestar de la población andalusí contra los almorávides se produjeron en Córdoba en 1121, cuando la población se rebeló contra ellos. Solo la intervención de los alfaquíes pudo evitar un baño de sangre. Otras rebeliones se produjeron en distintas ciudades. A partir de 1140 el poder almorávide empieza a decaer en el norte de África por la presión almohade y a la península llegan esas noticias. Es entre 1140 y 1153 que aparecen los segundos reinos de taifas. La mayor parte de estos reinos serían barridos por el poderío militar almohade en poco tiempo (aunque la Taifa de Mallorca sobreviviría hasta 1203).

### Imperio almohade

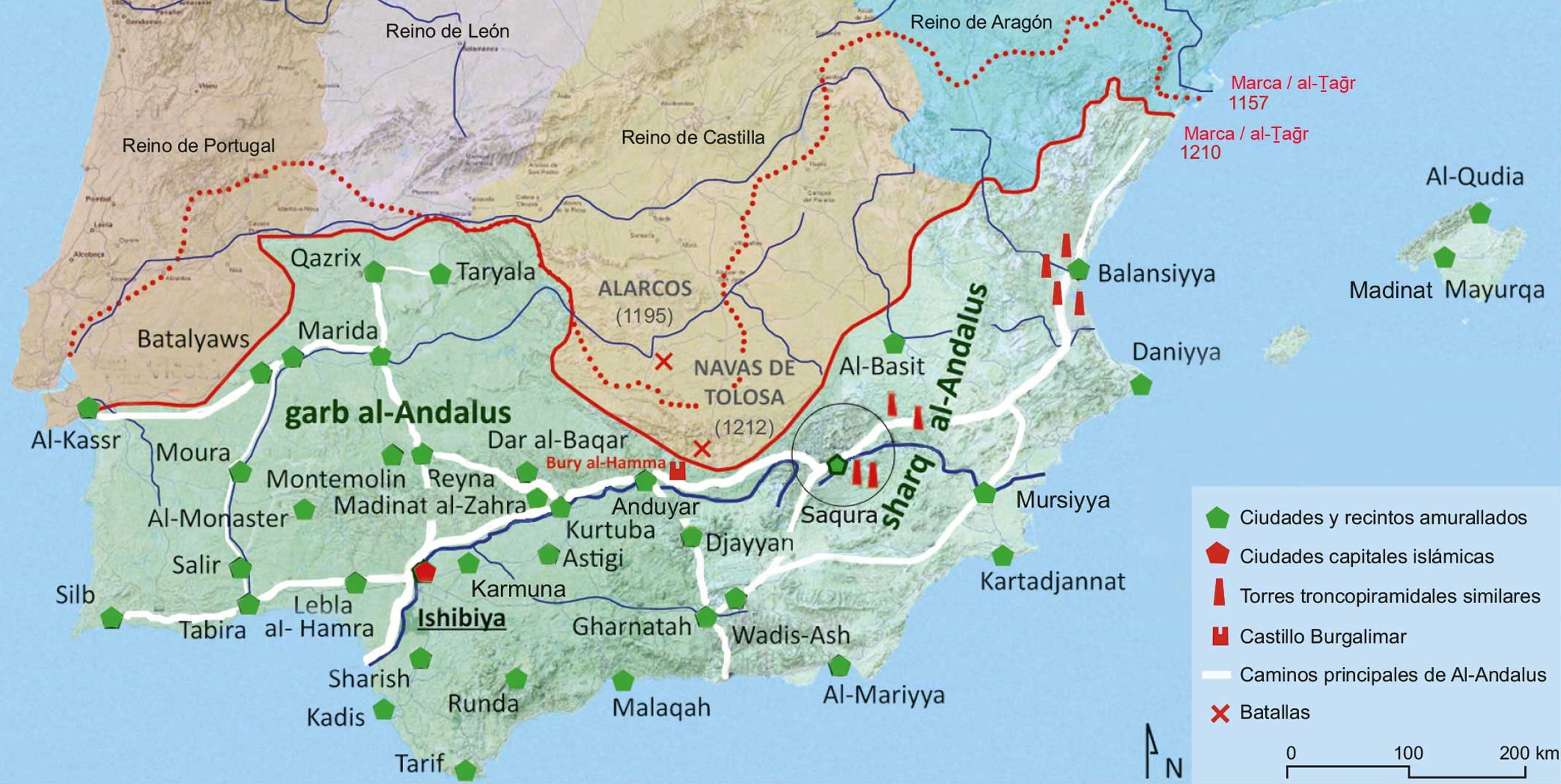
Principales ciudades y caminos de durante los siglos -.

Los almohades desembarcaron desde 1145 en la península ibérica, y trataron de unificar las taifas utilizando como elemento de propaganda su agresión a los reinos cristianos y la defensa de la pureza islámica. En poco más de treinta años los almohades lograron forjar un poderoso imperio que se extendía desde Santarém (Centro de Portugal) hasta Trípoli (Libia) y consiguieron parar el avance cristiano cuando derrotaron a las tropas castellanas en 1195 en la batalla de Alarcos.
A pesar de los esfuerzos de los gobernantes, la dinastía almohade tuvo problemas desde un principio para dominar todo el territorio de al-Ándalus, en especial Granada y Levante. Por otro lado, algunas de sus posturas más radicales fueron mal recibidas por la población musulmana de al-Ándalus, ajena a muchas tradiciones bereberes. La victoria cristiana en la batalla de Las Navas de Tolosa (1212) marca el comienzo del fin de la dinastía almohade, no solo por el resultado del encuentro en sí mismo sino por la subsiguiente muerte del califa al-Nasir y las luchas sucesorias que se produjeron y que hundieron el califato en el caos político dando lugar a los terceros reinos de taifas.

### Terceros reinos de taifas
El derrumbe del poder central almohade conduce a una nueva época de fragmentación que una vez más da lugar a la aparición de reinos de taifas, entre el 1224 y el 1265 (nuevamente un reino taifa insular, la taifa de Menorca sería la más longeva y sobreviviría hasta 1287).

### Reino nazarí de Granada

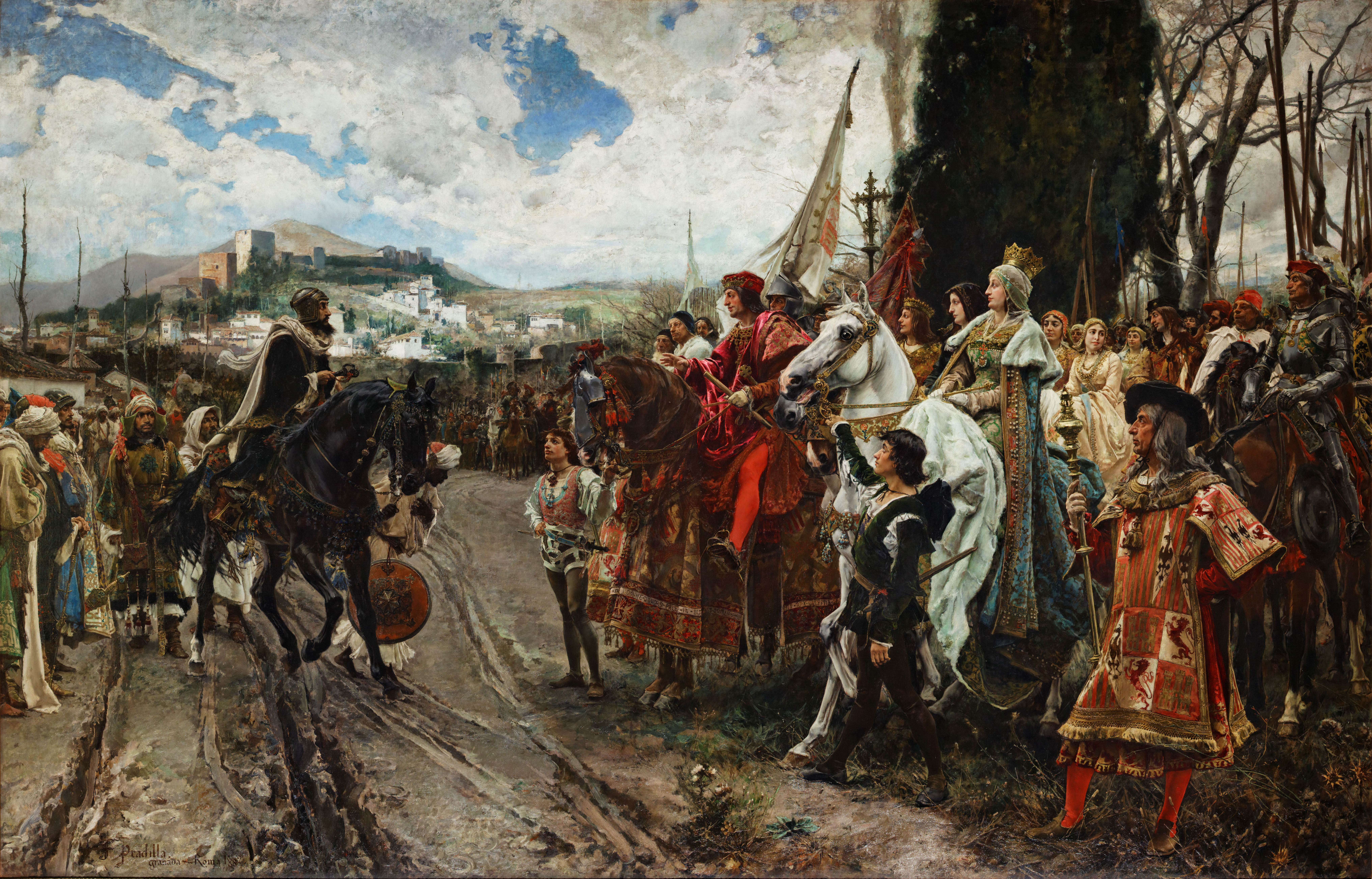
La rendición de Granada, por Francisco Pradilla y Ortiz.

A mediados del siglo XIII al-Ándalus quedó reducido al reino nazarí de Granada. En el año 1238, entra en Granada Muhammed I ibn Nasr conocido, asimismo, como Al-Ahmar, «el Rojo». Es el creador de la dinastía nazarí (que tuvo 20 sultanes granadinos) y fue el fundador del Reino de Granada que, si bien al principio, confraternizó con los reyes castellanos, tuvo que convertirse, pasado el tiempo, en tributario de los mismos a fin de mantener su independencia. En las últimas décadas de la dinastía nazarí de Granada estuvo dividida por una guerra civil interna que enfrentó Al-Zagal, Muley Hacen hermano de Al-Zagal, y su hijo Boabdil.
El último rey de la dinastía nazarí fue Boabdil (Abu 'Abd-Allāh). Su derrota en 1492 por los Reyes Católicos puso fin a la Reconquista, proceso que comenzó en el siglo VIII con Don Pelayo y la batalla de Covadonga. El Reino de Granada fue anexionado a la Corona de Castilla.

## Organización territorial
En la época del Emirato y, sobre todo, del Califato, el territorio se organizaba en seis grandes regiones (nabiya), tres interiores y tres fronterizas, todas con sus respectivas coras. Las demarcaciones o regiones interiores eran: Al-Gharb, que abarcaba la actual provincia de Huelva y el sur de Portugal; Al-Mawsat o tierras del centro, que se extendía por los valles del Guadalquivir y del Genil, más las zonas montañosas de Andalucía y el sur de la meseta; es decir, la antigua Bética; y Al-Sharq o tierra de oriente, que abarcaba el arco mediterráneo, desde la actual provincia de Murcia hasta Tortosa. Entre estas demarcaciones y los reinos cristianos se situaban las tres Marcas: al-Tagr al-Ala o Marca Superior (Zaragoza); al-Tagr al-Awsat o Marca Media (Toledo); y la al-Tagr al-Adna o Marca Inferior (Mérida). Estas Marcas se mantuvieron hasta la aparición de los Reinos de Taifas.
Cada Cora tenía atribuido un territorio con una capital, en la que residía un walí o gobernador, que habitaba en la parte fortificada de la ciudad, o alcazaba. En cada Cora había también un cadí o juez. Las "Marcas" o thugur (plural de thagr), en cambio, tenían a su frente un jefe militar denominado caíd, cuya autoridad se superponía a las autoridades de las coras incluidas en la marca.
Algunos autores consideran que las coras son herederas de las anteriores demarcaciones béticas. La demarcación suponía el ejercicio de determinados poderes políticos, administrativos, militares, económicos y judiciales. La Cora, como demarcación base, se usó prácticamente durante toda la existencia de al-Ándalus, aunque solo se dispone de información completa en la época del Califato de Córdoba. Algunos autores cifran en 40 el número total de coras que llegó a haber en al-Ándalus, y otras fuentes establecen que su número (excluidas las pertenecientes a alguna de las Marcas) rondaría las 21-23 demarcaciones.
Las Coras, a su vez, estaban divididas en demarcaciones menores, llamadas iqlim, que eran unidades de carácter económico-administrativo, cada una de ellas con un pueblo o castillo como cabecera. En los primeros tiempos de la colonización musulmana, dentro de cada Cora se establecieron los poblados en torno a castillos, denominados hisn (husûn, en plural), que actuaban como centros organizativos y defensores de un cierto ámbito territorial, denominado Yûz (Ayzâ, en plural). Esta estructura administrativa se mantiene invariable hasta el siglo X, en que los distritos se modifican, aumentando mucho su tamaño, denominándose aqâlîm (iqlîm, en singular).
En otros momentos históricos, la organización en Coras se sustituyó por otro tipo de demarcaciones, como la Taha, propia del Reino Nazarí de Granada.

## La organización del Estado andalusí
En 711, el ejército de bereberes procedentes del norte de África bajo el mando de Tariq ibn Ziyad cruzó el estrecho de Gibraltar, venció al último rey visigodo e inició la conquista de la Península, que fue ocupada en su totalidad hacia 718; la nobleza visigoda pactó su sumisión y el pago de tributos a cambio de conservar la propiedad de sus tierras.

### Las diferentes etapas
Entre 714 y 756, al-Ándalus fue un emirato dependiente de Damasco, gobernado por un valí y sumido en tensiones. La estabilidad comenzó con la llegada de Abd al-Rahman I, de la dinastía omeya, que convirtió la Península en un emirato independiente. Abd al-Rahman III declaró la independencia religiosa y proclamó el Califato de Córdoba, periodo de máximo esplendor andalusí.
En los inicios del siglo XI, la aristocracia, el ejército, y las ciudades empezaron a actuar de una forma disgregadora. El califato fue lentamente descomponiéndose y desapareció hacia 1031, dividido en más de veinticinco reinos de taifas. La caída del Califato benefició a los reinos cristianos del norte. A finales del siglo XIII, sobrevivía solamente el Reino de Granada, que perduró hasta el fin de la presencia islámica en 1492.

### Organización estatal
El Estado de al-Ándalus se organizó de una forma centralizada a partir del poder autocrático de los califas, la máxima autoridad de los creyentes. Los califas unieron poder espiritual y temporal, y ese poder se extendía a los ámbitos económicos, judiciales, militares y de política exterior. Dirigía la administración con la ayuda de un primer ministro (hachib) y nombraba a los valíes y a los cadíes. Las regiones fronterizas tenían un estatuto especial y el valí asumía atribuciones militares.
El territorio se dividía en una provincia inferior, en torno a Badajoz; una provincia media, alrededor de Toledo; y una provincia superior, con capital en Zaragoza. La expansión militar y el control de las fronteras exigieron la organización de un ejército. Los mandos del ejército eran en su mayoría árabes, y buena parte de los soldados eran mercenarios bereberes y esclavos.

## Economía

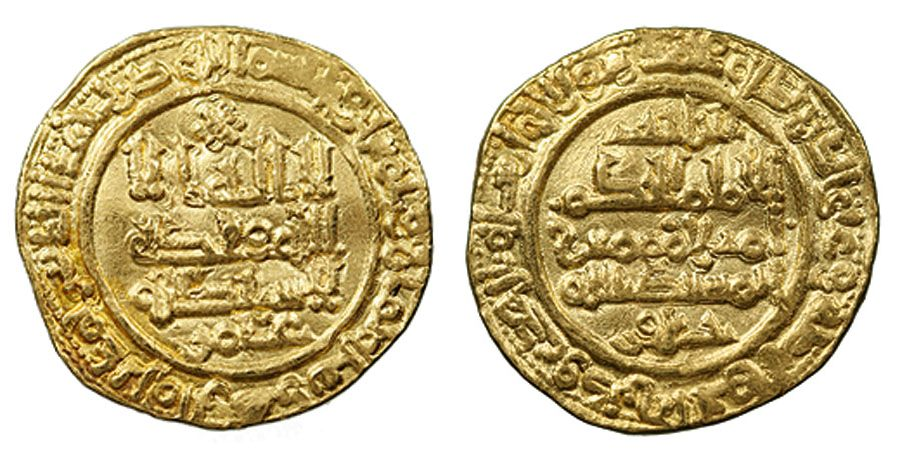
Dinar de oro del califato de Córdoba acuñado en tiempos de Alhakén II

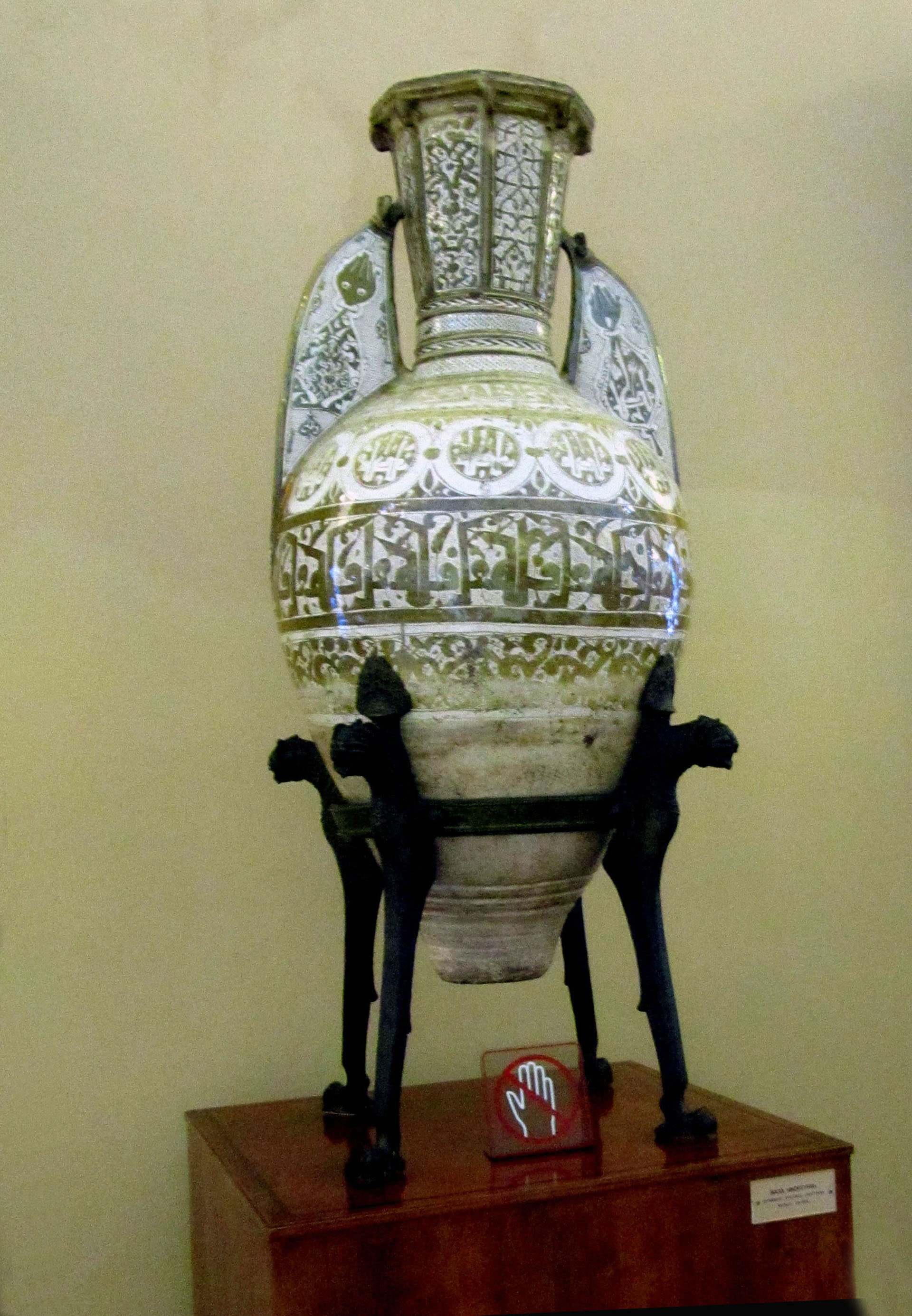
Vaso de Fortuny. Cerámica andalusí malacitana con reflejos metálicos. Museo del Hermitage, San Petersburgo.

La llegada de la civilización islámica a la península ibérica provocó importantes transformaciones económicas. De una economía esencialmente rural se pasó a una economía marcadamente urbana.[cita requerida]
Uno de los lugares más importantes de la ciudad musulmana es el suq (zoco) o mercado. Los mercados conocieron un renacimiento en la península durante el periodo islámico. En ellos se realizaba el comercio de productos diversos, principalmente de los productos de metal y de otros productos de artesanía así como sedas, algodón o tejidos de lana. Algunos artículos de lujo producidos en al-Ándalus se exportaban a la Europa cristiana, al Magreb y hasta Oriente. Los talleres y tiendas donde se producían esos trabajos eran propiedad del Estado. Mālaqa, la actual Málaga, contaba con una importantísima industria alfarera, donde se cocían losas y ánforas ornamentales, la denominada loza dorada malagueña, que llegaron a tener gran reconocimiento en todo el mediterráneo.
En al-Ándalus también se recurrió con frecuencia a la esclavitud como fuente de mano de obra. De hecho, el comercio más importante era el de esclavos, que se realizaba por mercaderes judíos establecidos en las zonas del Danubio, Rin y Ródano que llevaban los esclavos hasta Narbona y Barcelona. A los esclavos se les solía apreciar diferentemente según su raza ya que a cada una se le atribuía una cualidad diferente para el trabajo.

### Agricultura
Para el Islam convertir una tierra infértil en fértil tiene un sentido religioso además de práctico, la religión musulmana promueve este tipo de iniciativas, al establecer que cuando una persona era capaz de vivificar una tierra muerta puede quedársela en propiedad. Malikí, iniciador de la escuela jurídica mayoritaria en al-Ándalus estableció varias formas de vivificar la tierra como la creación de fuentes, excavación de pozos, plantación de árboles, construcción de edificaciones y labranza de la tierra.
El oasis, es un ejemplo magnífico de tierras vivificadas, técnica que se fue perfeccionando en el Magreb durante el siglo VIII y fue exportada a al-Ándalus, como se puede comprobar el los palmerales de Elche, Murcia y otras localidades del levante. Gracias a estos oasis es posible cultivar toda clase de productos agrícolas al amparo de las palmeras.
El Estado musulmán aportó un desarrollo en la agricultura y al comercio. La producción agrícola mejoró gracias al riego y a nuevas prácticas hortícolas. A la trilogía mediterránea se incorporaron nuevos productores y métodos intensivos de cultivo. Adquirieron importancia los productos frutales, las hortalizas y las plantas industriales. Fue una agricultura muy productiva, que generó excedente para el mercado urbano.
En las zonas secas surgió el cultivo del trigo y la cebada.[cita requerida] Se siembran también habas y granos, que eran la base de la alimentación de la población. En períodos de baja producción se recurría a la importación de cereales del norte de África. Fue durante esta época que el cultivo del arroz se introdujo en la península, así como el de la berenjena, la alcachofa y la caña de azúcar. También se introdujeron los cítricos, como el limón, el cidro y la naranja amarga, así como palmeras datileras y productos de regiones tropicales. La introducción se produjo mediante la creación de jardines botánicos como lugares de aclimatamiento a las condiciones de la península ibérica, principalmente en Córdoba, como la famosa finca Al-Rusafa de Abederraman I.
Durante la etapa Omeya se produjo lo que se conoce como Revolución Verde, se multiplico la producción de alimentos debido a la mayor productividad de los nuevos cultivos y al aprovechamiento del agua para irrigar. La etapa andalusí se caracterizó por una gran diversidad de plantas cultivables, muchas de ellas se propagaron más tarde por toda Europa.
Según el agrónomo romano Columela, se conocían en época romana 150 especies cultivadas en la península, y más de 400 especies en época andalusí, según el agrónomo sevillano Ibn-al Awwan, muchas de ellas se dejaron de cultivar en el siglo XVI, según Alonso de Herrera, que recoge unas 150 plantas, incluidas las traídas de América, en 1513.
Los frutales ocupaban un área agrícola importante; Sintra era famosa por sus peras y manzanas. El actual Algarve se destacaba por la producción de higos y uvas. También destacaba la producción de miel y de vino. Aunque su consumo estaba prohibido por el islam, este se producía y consumía en grandes cantidades, al menos hasta la llegada de los almohades.

#### El fomento de la agricultura
Había que abastecer al príncipe con productos de la agricultura, y los labradores habían de ser protegidos en sus tareas. La ordenación de los personajes poderosos podrían aumentar las fortunas del pueblo, para así evitar el hambre.
Los jardines de andalusíes promovidos por los califas Omeyas de origen sirio, se caracterizan por conciliar, como todos los jardines islámicos, tres elementos básicos, agua, vegetación y arquitectura, algunos de ellos llegaron a ser muy extensos como los de Medina Azahara, construidos en distintos niveles.
La forma más común de jardín en al-Ándalus era el bustan, un jardín que además de la función de recreo era también huerto, o la raud, un patio con una alberca o acequia en crucero, que junto con pequeñas fuentes simbolizaban los cuatro ríos del paraíso islámico. El sultán Ismail I creó el Generalife, ejemplo de finca agrícola o almunia, del árabe al-munya, para alejarse del ajetreo de la Alhambra.
El la Alhambra se encuentra otro tipo de jardín andalusí, la buhaira, representada en el Partal, donde el elemento dominante es el agua, representado por la alberca. También el barrio sevillano de La Buhaira se denomina así por la existencia de un jardín de estas características, inspirado a su vez en uno situado en Marrakesh.

### Urbanismo
El Estado musulmán aportó un desarrollo en las ciudades, que fueron el centro de la vida económica, cultural y social. Se desarrolló la artesanía. El destino de los productos de la artesanía era el comercio interior y el exterior. Se importaron esclavos y materias primas de África, de Europa y de Oriente; y se exportaban productos manufacturados de lujo. La circulación de la moneda fue abundante, sobre todo porque la península era un centro de confluencia de las rutas comerciales africanas, europeas y orientales. La ciudad de Córdoba, la ciudad más importante de al-Ándalus cultural y económicamente, superó los 100 000 habitantes en el siglo X, y se convirtió en la mayor ciudad de Europa occidental.

### Ganadería
Menor papel económico tendría la ganadería, destaca su importancia en la alimentación, el transporte y menor en las labores agrícolas.
La cría de ganado era también una práctica común, en particular de ganado bovino y caprino. Asimismo, los conejos y las gallinas eran muy apreciados en la alimentación. Los musulmanes cruzaron los sistemas hidráulicos de los romanos con los de los visigodos y con las técnicas que trajeron de Oriente. A lo largo de los ríos construyeron molinos de agua y para sacar agua de los pozos introdujeron la noria y la picota.

### Minería
No contó con un nivel técnico demasiado elevado, durante este periodo continúa la explotación de los yacimientos mineros de la península, como se hacía desde los tiempos de los romanos. La minería se revitalizó con respecto a la época visigoda: destacaron el hierro y el cobre, además del mercurio de Almadén (topónimo de origen árabe). El oro se extraía de algunos ríos, como el Segre, Guadalquivir o en la desembocadura del Tajo.[cita requerida] La plata se encontraba en Murcia, Beja y Córdoba, el hierro de Huelva y San Nicolás del Puerto. El gran yacimiento de cinabrio era Almadén, el cobre de Toledo y Granada, el plomo de Cabra y el estaño del Algarve.
Canteras de mármol se citan las de Macael y la de Sierra Morena, aunque seguía siendo deficitario al-Ándalus en materiales de construcción suntuario y había que importarlos.

### Otras actividades
La abundante madera de los bosques se usaba para la fabricación de piezas de mobiliario, para la construcción naval y como combustible. En Alcácer do Sal esta actividad era intensa debido a la existencia de bosques en las proximidades. Citar también la recolección de plantas medicinales y aromáticas y frutos dedicados a la alimentación (castañas, avellanas...) o productos como el corcho.

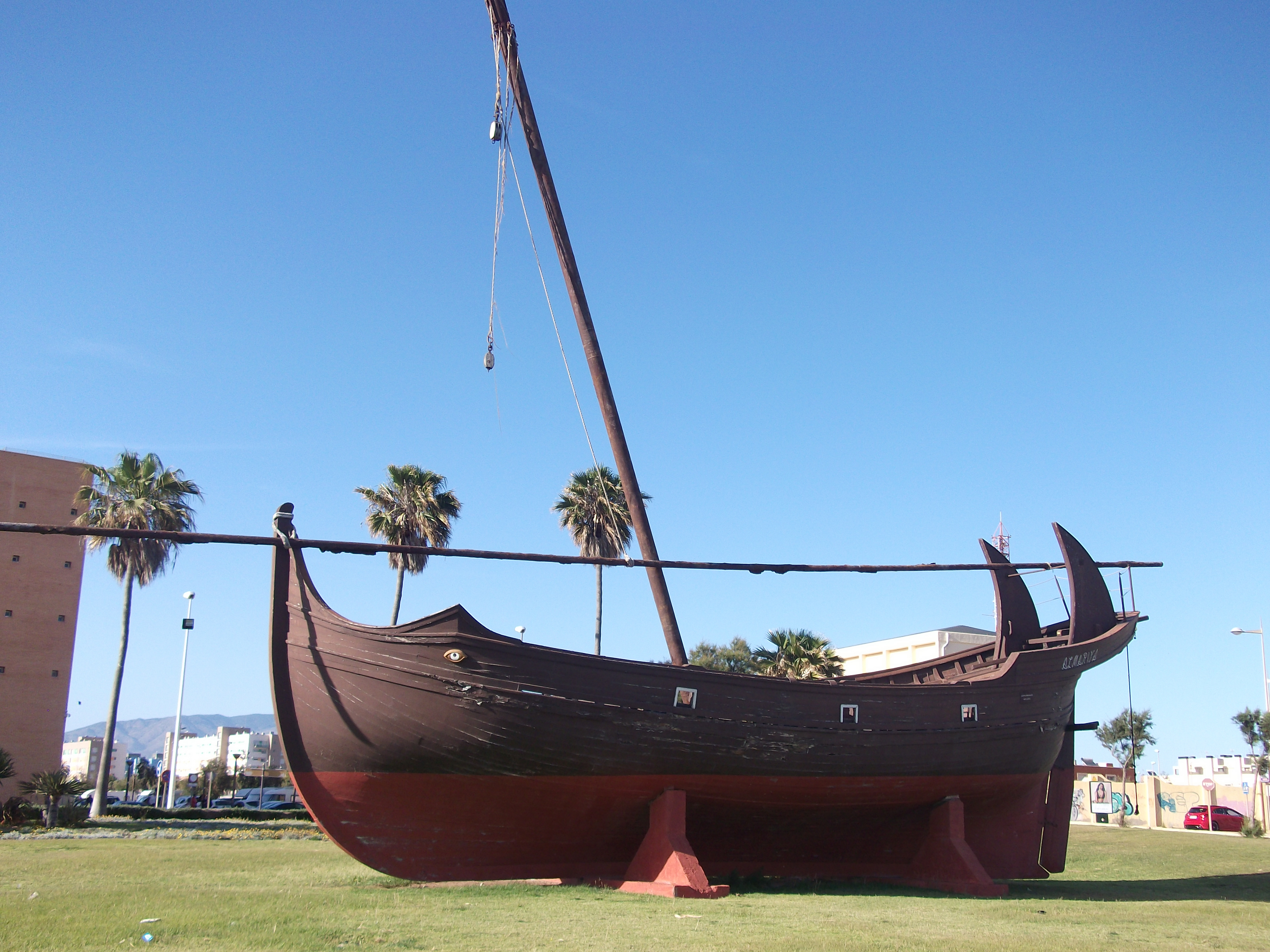
Réplica de un barco hispano-musulmán de los siglos -

La pesca y la extracción del sal en la España islámica eran propiciadas por la existencia de una larga línea costera. En cuanto a la pesca, se daba tanto pesca marítima como fluvial. Aunque el pescado no debió de tener un papel importante en la dieta. Las especies más capturadas eran la sardina y el atún, utilizándose para la captura de este último un tipo de red propia, denominada almadraba.
En cuanto a la sal se obtenía tanto de minas de sal gema en la región de Zaragoza como de salinas (lo más habitual) en las regiones de Alicante, Almería y Cádiz. Gracias a la sal se pudo desarrollar una importante industria de salazón que constituyó uno de los objetos de exportación.
La caza podía aportar también tanto carnes (conejos, perdices...), dedicado a abastecer los mercados urbanos, como pieles destinados a la industria peletera (zorro, nutria...) en zonas escasamente habitadas, situadas en la frontera septentrional. Aunque parece destacar más la caza a modo de diversión, se caza con aves de presa, siendo importante los tratados sobre el cuidado y adiestramiento de estas aves.

## Sociedad

### La sociedad andalusí
La población de al-Ándalus era muy heterogénea, sobre todo al principio, y varió durante el tiempo. Desde el punto de vista étnico estaba constituida por los árabes, que eran el grupo dominante y dirigente, pero minoritario. La sociedad militar estaba constituida por descendientes de los godos seguidos por los bereberes, provenientes del norte de África, que conformaban el grueso de los ejércitos omeyas. Los judíos (grupo minoritario) también habitaban en al-Ándalus, pero en barrios separados. También cabe destacar otras etnias que entraron como sirvientes libres o como esclavos, a través del comercio con territorios limítrofes principalmente, entre los que se encuentran etíopes, armenios, egipcios, nubios, francos y eslavos (el grupo más numeroso importado del este de Europa, de ahí el nombre "esclavo"). En cuanto a las mujeres esclavas, también eran categorizadas según su proveniencia étnico-geográfico, siendo principalmente bereberes, negras, rumíes, francas o gallegas.
La estructura social andalusí estaba condicionada por el origen étnico de cada grupo y por la clase social. Aunque el islam solo reconoce un tipo de sociedad, la umma o comunidad de creyentes, los juristas islámicos fundaron el estatuto social sobre la condición de hombres libres y esclavos. La estructuración interna de cada grupo respondía al siguiente esquema: aristocracia (jassa), notables (ayan) y masa (amma).
Desde el punto de vista religioso la población era o musulmana o dhimmi (cristianos y judíos). Se conoce como muladíes a los cristianos de al-Ándalus que se habían convertido al islam, mientras que se llama mozárabes a quienes conservaron la religión cristiana. Tanto unos como otros adoptaron costumbres y formas de vida musulmanas. La clase dominante estaba formada por árabes, bereberes y muladíes y la clase dominada lo estaba por cristianos y judíos. Los mozárabes y los judíos gozaban de libertad de culto, pero a cambio estaban obligados al pago de dos tributos: el impuesto personal (yizia) y el impuesto predial sobre el ingreso de las tierras (jarach). Estos dos grupos tenían autoridades propias, gozaban de libertad de circulación y podían ser juzgados de acuerdo con su derecho. Sin embargo, también estaban sujetos a las siguientes restricciones:
- no podían ejercer cargos políticos;
- los hombres no podían casarse con una musulmana;
- no podían tener criados musulmanes o enterrar sus muertos con ostentación;
- debían habitar en barrios separados de los musulmanes;
- no podían montar a caballo;
- debían llevar una distinción en la ropa;
- estaban obligados a dar hospitalidad al musulmán que la necesitara, sin recibir remuneración.

Ciudades como Toledo, Mérida, Valencia, Córdoba y Lisboa eran importantes centros mozárabes. La convivencia no siempre estuvo libre de conflictos. En Toledo los mozárabes llegaron a encabezar una revuelta contra el dominio árabe. Algunos mozárabes emigraron a los reinos cristianos del norte, difundiendo con ellos elementos arquitectónicos, onomásticos y toponímicos de la cultura mozárabe. Los judíos se dedicaban al comercio y a la recolección de impuestos. Fueron también médicos, embajadores y tesoreros. El judío Hasdai ibn Shaprut (915-970), llegó a ser uno de los hombres de confianza del califa Abderramán III. En cuanto a su número, se calcula que a finales del siglo XV había unos 50 000 judíos en Granada y unos 100 000 en toda la Iberia islámica.

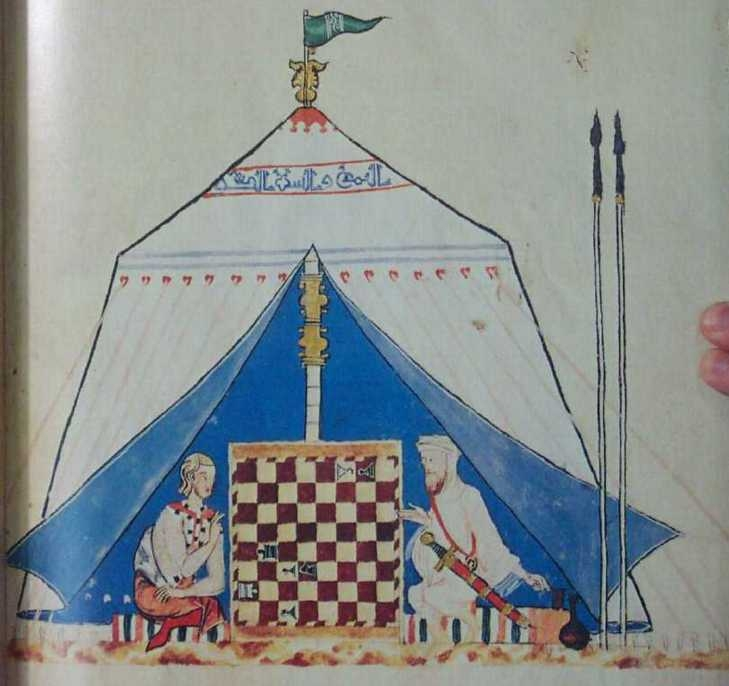
Partida de ajedrez, del Libro de los juegos de Alfonso X

Es muy difícil calcular la población del Ándalus durante el periodo de mayor extensión del dominio islámico (siglo X), pero se ha sugerido una cifra próxima a los 10 millones de habitantes. Los árabes se establecieron en las tierras más fértiles: el valle del Guadalquivir, levante y el valle del Ebro. Los bereberes ocuparon las áreas montañosas, como las sierras de la Meseta Central y la Serranía de Ronda, siendo también numerosos en Algarve, si bien, después de la revuelta bereber de 740, muchos regresaron al norte de África. En 741 llegaron a al-Ándalus un gran número de sirios con el objetivo de ayudar en la represión de la revuelta bereber, que acabarían por asentarse en el este y sur peninsular. Hay igualmente fuentes que apuntan hacia la presencia de familias yemeníes en ciudades como Silves. Cabe aún destacar la presencia de dos grupos étnicos minoritarios, los negros y los eslavos.
Los africanos subsaharianos llegaron a al-Ándalus como esclavos o como mercenarios. Desempeñaron funciones como miembros de la guardia personal de los soberanos, mientras que otros trabajaban como mensajeros. Las mujeres negras fueron concubinas o criadas. Algunos eslavos consiguieron comprar su libertad y entre ellos hubo quienes alcanzaron importantes cargos en la administración. Durante el periodo de los primeros reinos de taifas (siglo XI) algunos libertos formaron sus propios reinos.
Las casas de las clases más acomodadas se caracterizaban por su comodidad y belleza, gracias a la presencia de divanes, alfombras, almohadas y tapices que cubrían las paredes. En estas casas las noches se animaban con la presencia de poetas, músicos y bailarines.
En las zonas rurales y urbanas existían baños públicos (hammam), que funcionaban no solo como espacios para la higiene, sino también de convivencia. Los baños árabes presentaban una estructura heredada de los baños romanos, con varias salas con piscinas de agua fría, tibia y caliente. En ellos trabajaban masajistas, barberos, responsables de guardarropa, maquilladores, etc. La mañana estaba reservada a los hombres y la tarde a las mujeres. Con la Reconquista cristiana muchos de estos baños se cerraron al entenderse que eran locales propicios a las conspiraciones políticas, así como a la práctica de relaciones sexuales.

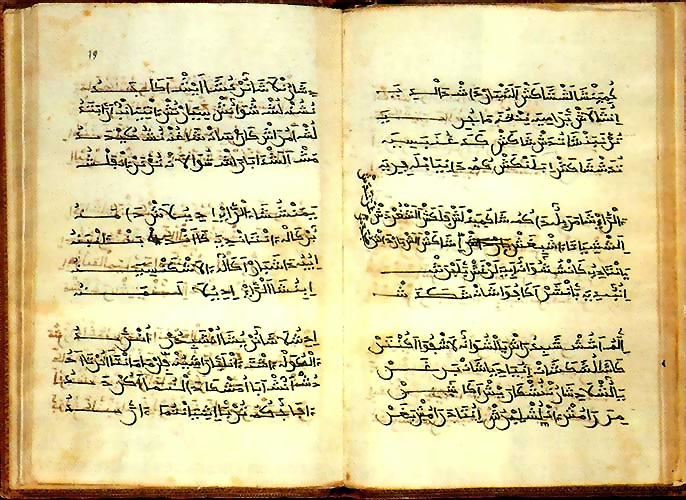
Poema de Yusuf, manuscrito aljamiado

Tras una primera etapa de asimilación y emulación de los logros conseguidos por el Califato de Bagdad y los distintos reinos persas (no se debe olvidar que Persia es el centro cultural primordial del islam clásico), se estableció una cultura andalusí original, alcanzando un alto nivel, sobre todo en los siglos X, XI y XIII, hasta el punto de que al-Ándalus se convirtió en referencia para Europa y para el resto del islam, y convirtiéndose además en transmisor principal de los conocimientos griegos, árabes, chinos e hindúes llegados de oriente. Por todo esto, muchos historiadores hablan de un primer Renacimiento Europeo, o Prerrenacimiento. El árabe se impuso como idioma culto, aunque gran parte de la población empleaba lenguas romances o hebreo. Esta diversidad lingüística se reflejó en la literatura, concretamente en la moaxaja.
Gracias al uso del papel, que permitía copias económicas, la biblioteca de al-Hakam II en Córdoba (una de las 70 en la ciudad), contenía 400 000 volúmenes, entre ellos, los tesoros de la antigüedad greco-latina y aportaciones originales de pensadores musulmanes como Avempace y Averroes.

### Las minorías religiosas: cristianos y judíos
A los no-musulmanes se les otorgó el estatus de dhimmi (las personas bajo protección), con los hombres adultos pagando un impuesto "yizia", equivalente a un dinar por año con exenciones para los ancianos y los discapacitados. Aquellos que no eran ni cristianos ni judíos, como los paganos, recibieron el estatus de Majus. El tratamiento de los no-musulmanes en el Califato ha sido un tema de considerable debate entre los estudiosos y comentaristas, especialmente aquellos interesados en establecer paralelos con la coexistencia de musulmanes y no musulmanes en el mundo moderno.
Los judíos constituían más del cinco por ciento de la población. Al-Ándalus fue un centro clave de la vida judía durante la temprana Edad Media, produciendo importantes académicos y una de las comunidades judías más estables y ricas. El período más largo de tolerancia relativa comenzó después de 912 con el reinado de Abderramán III y su hijo, Alhakén II, cuando los judíos de al-Ándalus prosperaron, dedicándose al servicio del Califato de Córdoba, al estudio de las ciencias, del comercio y la industria, especialmente el comercio de seda y esclavos, promoviendo así la prosperidad del país. El sur de Iberia se convirtió en un asilo para los judíos oprimidos de otros países.
Bajo los almorávides y los almohades hubo una persecución intermitente de judíos, pero las fuentes son extremadamente escasas y no dan una imagen clara, aunque la situación parece haberse deteriorado después de 1160. Hubo pogromos musulmanes contra judíos en al-Ándalus ocurridos en Córdoba (1011) y en Granada (1066). Sin embargo, las masacres de dhimmis son raras en la historia islámica.
Los almohades, que habían tomado el control de los territorios magrebíes y andaluces de los almorávides en 1147, superando con creces a los almorávides en perspectiva fundamentalista, y trataron a los no musulmanes con severidad. Ante la elección de la muerte o la conversión, muchos judíos y cristianos emigraron. Algunos, como la familia de Maimónides, huyeron al este a tierras musulmanas más tolerantes.

## Cultura

### Esplendor cultural

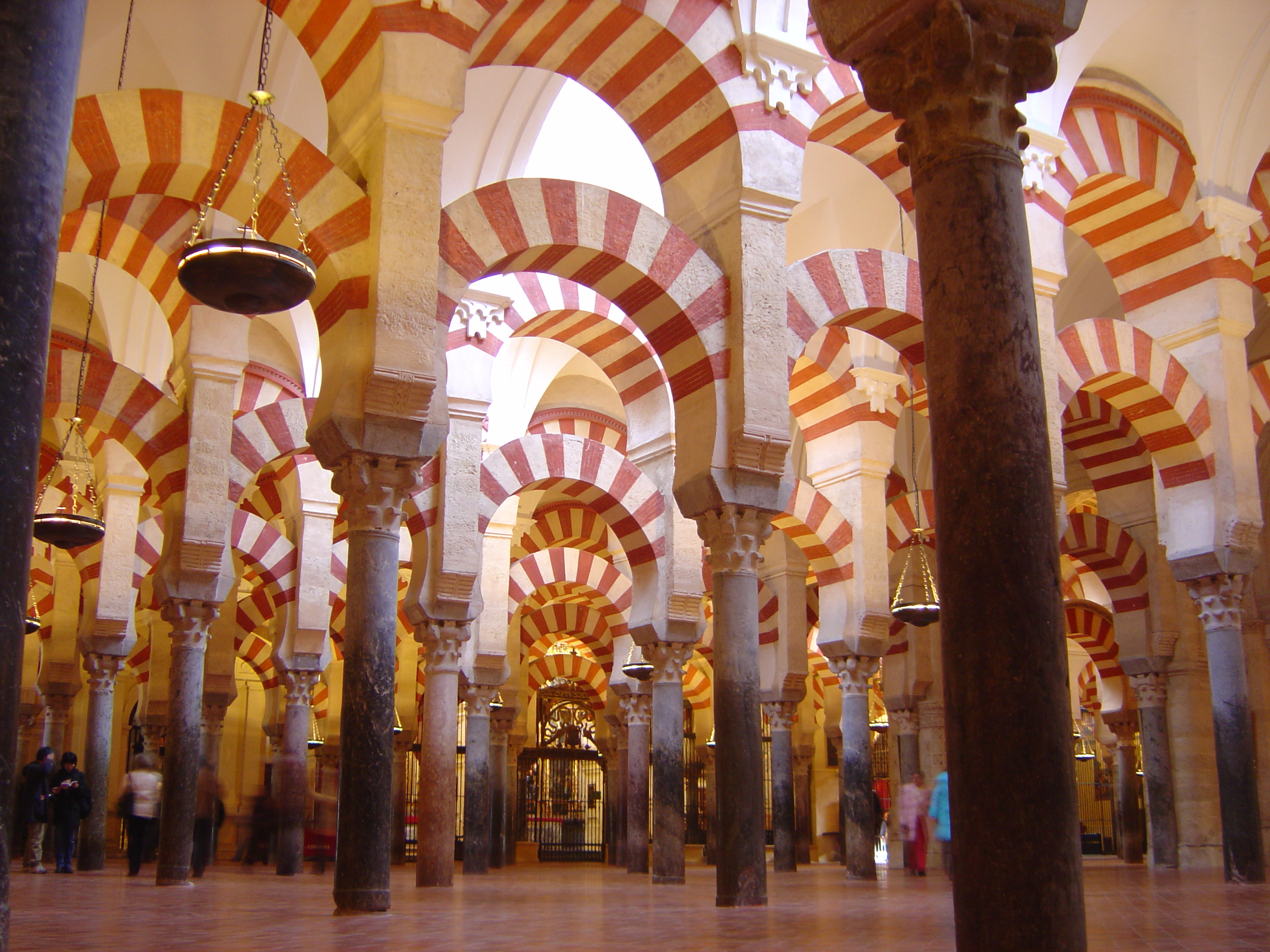
Sala de oraciones de la Mezquita de Córdoba, construida entre el y el

La España musulmana tuvo un desarrollo notable en la cultura. La creación de redes de escuelas y universidades contribuyó la atracción de la cultura andalusí, que ejerció sobre los reinos cristianos.
El islam dejó su huella más característica en la arquitectura. La mezquita de Córdoba y la Alhambra de Granada son dos ejemplos de ésta, que así pudo surgir el arte hispanoárabe, que añadió elementos específicos a la tradición arquitectónica islámica: el arco de herradura, los arcos policromados, los mosaicos y la ornamentación en relieves de yeserías.

### Ciencia

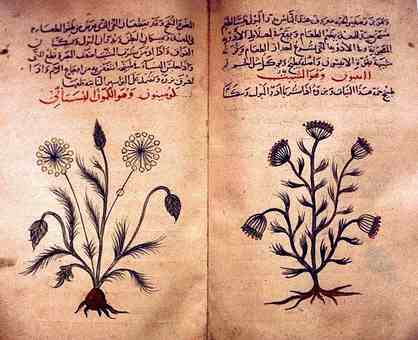
Tratado árabe sobre plantas medicinales

A semejanza de lo que sucedió en el dominio artístico, los árabes y bereberes que se asentaron en la península ibérica en el s. VIII d. C. comenzaron por recurrir a los saberes legados por la civilización visigoda. Progresivamente, fruto de los contactos con Oriente (en el contexto, por ejemplo, de la peregrinación a La Meca) y del deseo de algunos soberanos de al-Ándalus en hacer de sus cortes centros de saber que rivalizasen con las ciudades del Oriente Medio, se desarrolló en al-Ándalus una ciencia que presentó aspectos de gran originalidad. Así, mientras que el resto de Europa permanecía en la Edad Oscura del conocimiento, al-Ándalus florecía. La ciudad de Córdoba era uno de los centros culturales más importantes del Imperio islámico clásico (y de toda Europa), el otro fue Bagdad.
Todas las disciplinas científicas se impartían en madrasas (del árabe madrasa), en las que el intercambio de estudiantes con el mundo islámico del otro lado del Mediterráneo era importante.
Abderramán II fue uno de los primeros gobernantes que se esforzó por convertir la corte cordobesa en un centro de cultura y sabiduría, reclutando con este objetivo a varios sabios del mundo islámico. Uno de ellos fue Abbás Ibn Firnás, que aunque fue contratado para enseñar música en Córdoba, brevemente se interesó por otros campos del saber, como el vuelo; él sería el autor de un aparato volador hecho de madera, con plumas y alas de grandes aves (una especie de ala delta). Decidido a probar su obra, se tiró de un punto alto de la ciudad y según los relatos, consiguió volar durante algún tiempo, pero acabó por despeñarse, sufriendo algunas heridas. En su casa, Ibn Firnás construyó un planetario, en el cual no solo se reproducía el movimiento de los planetas, sino también fenómenos como la lluvia y el granizo.
En el campo de la astronomía, deben destacarse los trabajos de Al-Zarqali que vivió en Toledo y en Córdoba el siglo XI y que es conocido en Occidente por su nombre en latín, Azarquiel. Se hizo notable por la construcción de instrumentos de observación astronómica, habiendo inventado la azafea, un tipo de astrolabio que fue usado por los navegantes hasta al siglo XVI. Defendió también que la órbita de los planetas no era circular, sino elíptica, anticipándose a Johannes Kepler en este campo.
Al-Zahrawi (936-1013), más conocido como Abulcasis, médico de la corte del califa Alhakén, fue un importante cirujano de al-Ándalus. Es conocido como autor de la enciclopedia al-Tasrif, en la cual presentó sus procedimientos quirúrgicos (amputaciones, tratamientos dentales, cirugías oculares...). Esta obra sería traducida al latín y usada en Europa en la enseñanza de la medicina durante la Edad Media.
En botánica y farmacología, Ibn al-Baitar (nacido en Málaga a finales del siglo XIII) estudió las plantas de la península ibérica, el norte de África y Oriente gracias a los viajes que realizó por estas regiones. Fue autor de la obra Kitāb al-Jāmiʻ li-mufradāt al-adwiya wa-l-aghdhiya, en la cual listó 1400 plantas con sus respectivos usos medicinales; aunque se basó en los antiguos tratados griegos de botánica, Ibn Baitar presentó el uso medicinal de cerca de 200 plantas hasta entonces desconocidas. Ibn al-‘Awwam, residente en la Sevilla del siglo XII, escribió un tratado agrícola titulado Kitab al-fila-hah, uno de los trabajos medievales más importantes en esta área. En él listaba 585 especies de plantas y 50 de árboles de fruto, indicando cómo debían ser cultivadas.
En el período que se extiende entre el siglo X y el siglo XII surgieron los grandes geógrafos peninsulares, de los cuales destacan Al Bakri, Ibn Yubair y Al Idrisi. al-Bakri trabajó esencialmente con fuentes escritas y orales, sin dejar nunca al-Ándalus. Fue autor del Libro de los Caminos y de los Reinos en el cual listaba todos los países conocidos en la época. El libro estaba organizado por entradas, cada una relatando la geografía, historia, clima y pueblo del país en cuestión. Ibn Yubair, secretario del gobernador de Sevilla, realizó en 1183 la peregrinación a La Meca, habiendo aprovechado la ocasión para describir el Mediterráneo oriental, haciendo referencia a los acontecimientos políticos que aquella región del mundo vivía, expresamente las Cruzadas. Al-Idrisi, nacido en Sabtah (Ceuta), recibió su educación en la Córdoba de los Almorávides, pero tuvo que abandonar la ciudad por motivos de persecución política y religiosa, para instalarse en la Sicilia de los normandos. En esta isla escribió el Libro de Rogelio (titulado así por el patrono de al-Idrisi, el rey Rogelio II de Sicilia), donde describía el mundo conocido hasta entonces. Las informaciones de la obra serían plasmadas en un planisferio de plata.

### Filosofía
Al-Ándalus sirvió de puente entre Oriente y Europa para la difusión de las obras de los filósofos clásicos griegos, en especial Aristóteles, que seguramente se habrían perdido de no ser por las traducciones realizadas en al-Ándalus.
El principal pensador de al-Ándalus fue Ibn Rusd (Averroes) (siglo XII). Entre sus obras cabe señalar los comentarios realizados sobre la obra de Aristóteles, del que fue su traductor, de Platón y una enciclopedia médica. Sus ideas influyeron notablemente en el pensamiento renacentista. En la Universidad de París el pensamiento de Aristóteles, en el siglo XIII, llegará fundamentalmente gracias a Averroes. Los seguidores más radicales de este pensamiento, que revolucionaba las ideas anteriores, serán conocidos como «averroistas latinos», su figura más conocida fue Siger de Brabante. En 1270 y en 1277 las tesis de los averroistas latinos fueron condenadas por el obispo de París, y sus seguidores perseguidos.
Otros filósofos importantes, además de Ibn Rusd (Averroes) fueron Ibn Bayya (Avempace) e Ibn Tufayl, Maimónides (judío de Córdoba) e Ibn Arabi.

### Mística
La mística ocupó un lugar clave en la producción intelectual andalusí y gozó de gran prestigio en el mundo islámico, en especial el sufismo, cuyo máximo representante fue Ibn Arabi, que escribió una historia sobre los santones andalusíes, fundamental para conocer el ambiente espiritual y la sociedad de la época.
Abundaron los eremitas y los místicos, con una vida ascética, como Ibn Masarra, fundador de la primera escuela de espiritualidad andalusí, la escuela masarrí, que triunfó entre la aristocracia cordobesa.
Pero la espiritualidad andalusí de los siglos XIII al XV está dominada por la tariqa sadiliya, creada por varios filósofos como Ibn Mashish, al-Shadhili, ibn Ata, Abú-l-Abás o Ibn Abbad, que predica la renuncia a los carismas y el amor personal a Alá.
Otros personajes importantes fueran Ibn Jaldún, Ibn Gabirol, Abenalsid, Abenalarif y Abraham ben Meir ibn Ezra.

## Arte

### Arte emiral y califal

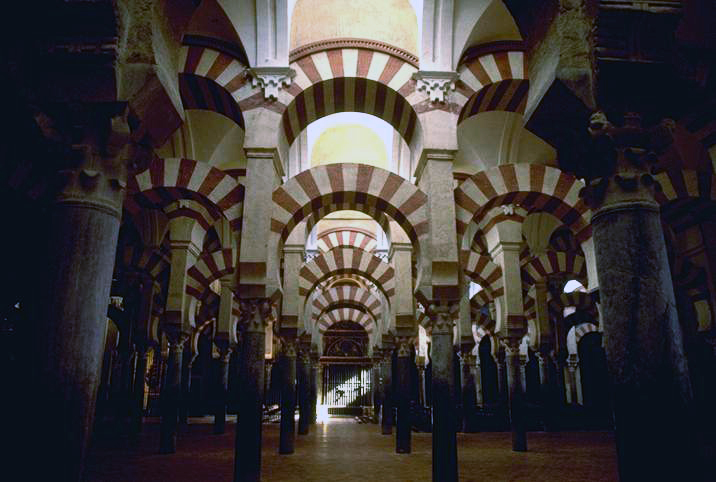
Interior de la Mezquita de Córdoba

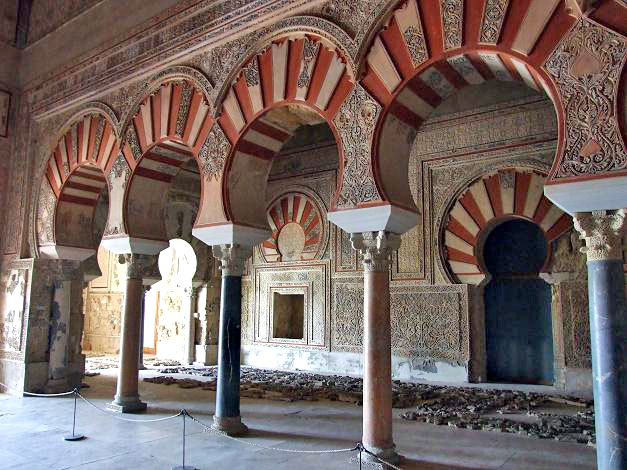
Interior del Salón Rico de Medina Azahara

Desde el punto de vista artístico, el emirato andalusí emplea un estilo que no difiere en demasía del resto del Califato omeya. Es decir, la adecuación de fórmulas y elementos de las culturas que les habían precedido, en este caso del mundo romano y visigodo. En ningún momento se produce una repetición literal de motivos y formas; al contrario, su inteligente incorporación y asimilación se traduce en una verdadera eclosión creadora, originándose el momento cúspide del arte califal. En él se funden elementos de la tradición local hispanorromano-visigótica con los elementos orientales, tanto bizantinos, como omeyas o abasidas.
Los edificios artísticos se centran, desde el primer momento, en torno a su capital, Córdoba, en la que se construyó una mezquita congregacional destinada a convertirse en el monumento más importante del occidente islámico. Destacan, entre otras, las obras llevadas a cabo durante el reinado de Abd al-Rahmán II, corte que acogió a numerosos artistas, modas y costumbres orientales; impulsó, entre otras, las construcciones de la Alcazaba de Mérida así como la del alminar de la iglesia de San Juan en Córdoba e hizo mejorar sus murallas y las de Sevilla. El califa Abderramán III, siguiendo la tradición oriental según la cual cada monarca, como signo de prestigio, debía poseer su propia residencia palaciega, decidió fundar la ciudad áulica de Medina Azahara (Medina al-Zahra).
En el resto del territorio peninsular también es patente el florecimiento artístico impulsado por el califato. Entre los de carácter religioso figuran las mezquitas, medersas o madrazas y mausoleos. En la ciudad de Toledo todavía se perciben restos de su fortificación, así como algunos vestigios que definen su alcazaba, medina, arrabales y entorno, de entre ellas destaca la pequeña mezquita Bab al-Mardum. Otras obras tan significativas son la rábida de Guardamar del Segura (Alicante), el castillo de Gormaz (Soria) y la Ciudad de Vascos (Toledo).
El refinamiento imperante en la corte califal propició la creación de toda clase de objetos decorativos que, bajo el patrocinio real, se tradujeron en las más variadas expresiones artísticas. Mención especial merecen los trabajos en marfil, entre los que se encuentran todo tipo de objetos de uso cotidiano minuciosamente tallados: botes y arquetas destinadas a guardar joyas, ungüentos y perfumes; almireces, pebeteros, ataifores, jarras y jofainas de cerámica vidriada etc. En el Museo Arqueológico Nacional puede contemplarse el Bote de Zamora, destinado a la mujer de al-Hakam II; otro ejemplo es la Arqueta de Leyre, en el Museo de Navarra.
Los monarcas, igual que en Bagdad y El Cairo, crean su propia fábrica de tejidos o bandas, lo que da lugar al principio de la historia de la producción de tejidos en seda bordada en al-Ándalus. Los motivos vegetales y figurativos geometrizados se inscriben en medallones que forman bandas tal y como aparecen en el velo o almejí de Hisham II que, a modo de turbante, le cubría la cabeza y le colgaba hasta los brazos.
Asimismo existían los talleres en los que se trabajaba el bronce, tallado con figuras que representaban leones y ciervos con el cuerpo cubierto de círculos tangentes evocando tejidos y que se utilizaban como surtidores en las fuentes. Su paralelismo formal y estilístico con piezas de los fatimíes ha conducido a la controversia acerca de la legitimidad de algunas de estas piezas.
La cerámica cuenta con tipos de producción conocida como verde y manganeso. Su decoración a base de motivos epigráficos, geométricos y una destacada presencia de motivos figurativos se consiguen mediante la aplicación del óxido de cobre (verde) y óxido de manganeso (morado).

### Arte taifa

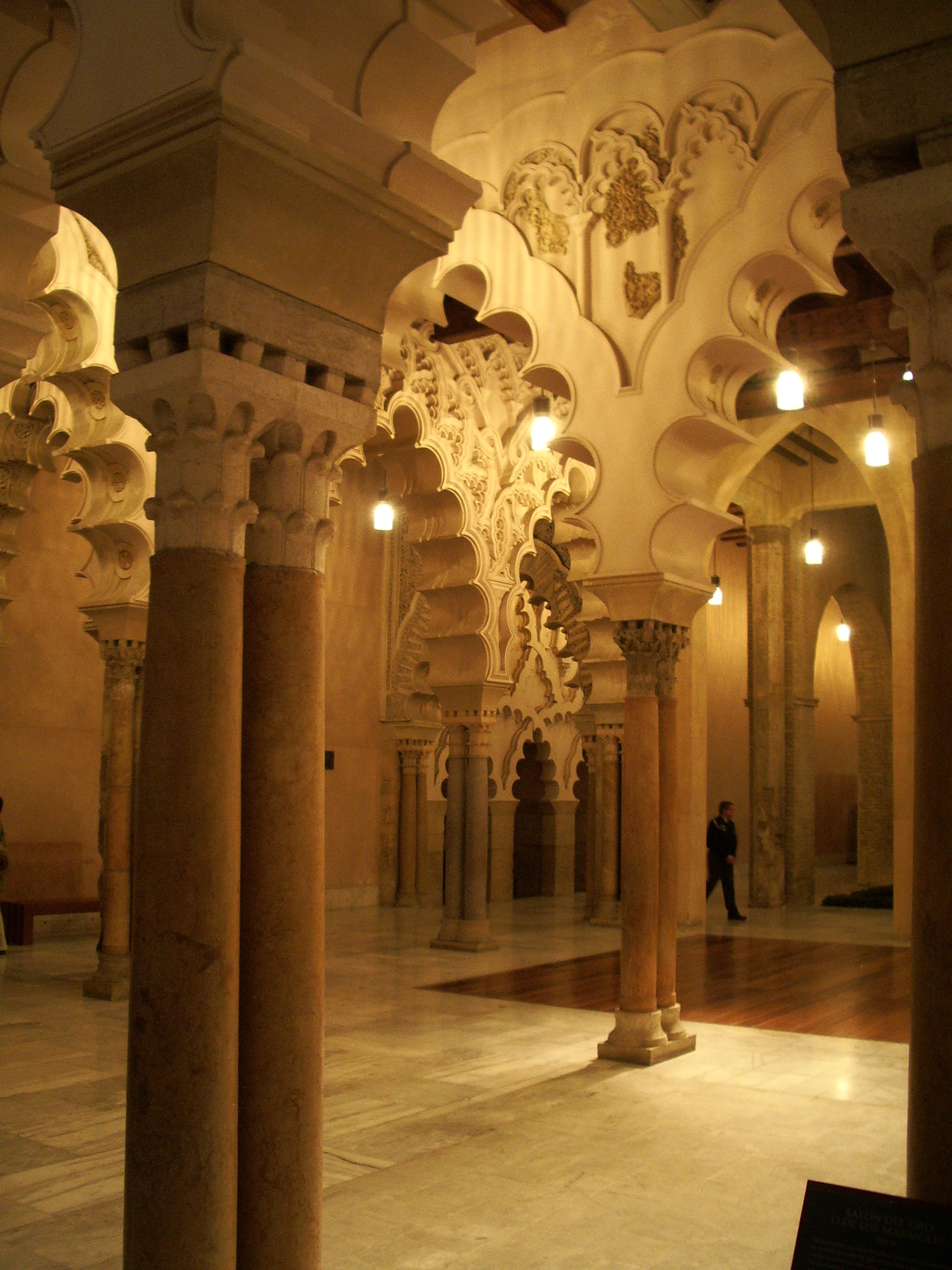
Vista nocturna de las estancias de La Aljafería de Zaragoza

La destrucción de la unidad política llevó a la abolición del califato cordobés en 1031 y a la creación de un mosaico de reinos independientes que fueron denominados taifas (de tawaifs, partidos, facciones). Las rivalidades entre ellos, reivindicando la herencia del prestigio y la autoridad del Califato, constituyeron la tónica dominante del período. Esta situación se tradujo en el terreno artístico en la emulación de modelos cordobeses.
En este contexto se inserta la arquitectura palatina patrocinada por cada uno de los monarcas. Uno de los mejores testimonios es, sin duda, la Aljafería de Zaragoza, emparentada tipológicamente con el palacio omeya de Mushatta (Jordania). Cuenta con organización tripartita donde cada uno de los sectores estaba dedicado a funciones diferenciadas. El sector central, de uso protocolario, está dominado por un patio rectangular cuyos lados menores estaban ocupados por albercas, pórticos y estancias alargadas acotadas en los extremos por alcobas. Este esquema deriva, sin duda, de los modelos palatinos cordobeses. A esta misma tradición responde el repertorio de arcos desplegado en el edificio, entre los que encontramos desde arcos lobulados, mixtilíneos, de herradura semicircular y apuntada, a complejas organizaciones de arcos entrecruzados, superpuestos y contrapuestos. Todos ellos están realizados con materiales pobres, pero revestidos de yeserías con motivos vegetales, geométricos y epigráficos, buscando un efecto de fastuosidad y aparente riqueza.
Las viejas alcazabas de los distintos reinos también sufrieron importantes remodelaciones. En la de Málaga se añadió un doble recinto amurallado con torres cuadradas y un palacio al que corresponden los restos de los llamados Cuartos de Granada. La vieja alcazaba de la Granada musulmana, conocida como Qadima (antigua), situada en la colina del Albaicín, se fortificó con torres cuadradas y redondas y se le añadieron algunas puertas en recodo, como la Puerta Monaita y la puerta Nueva. Asimismo, la ciudad conserva unos baños conocidos como El Bañuelo, en la carrera del Darro, organizados en tres estancias de las cuales la central o templada adquiere, por razones de uso, unas mayores dimensiones. Baños muy similares se conservan en Toledo, Baza y Palma de Mallorca. La alcazaba de Almería fue fortificada con muros de tapial, construyéndose en su interior un palacio, al-Sumadihiyya, rodeado de jardines. En los casos de Toledo y Sevilla, reinos que pujaron más fuertemente por la herencia cordobesa, se conservan deslumbrantes testimonios de las crónicas árabes sobre sus palacios, así como escasos fragmentos generalmente descontextualizados.
Al igual que la arquitectura, las artes suntuarias siguieron la tradición cordobesa aunque el protagonismo fue adquirido por otros centros. Así la producción de marfil se trasladó al taller de Cuenca mientras que el prestigio en los textiles fue adquirido por el taller de Almería. Por lo que respecta a la cerámica, se consolidó una técnica que había aparecido durante el califato pero que en estos momentos adquirió un gran desarrollo. Se trata de la cerámica de «cuerda seca» cuyas piezas se decoran con líneas de óxido de manganeso formando diferentes motivos que se rellenan con vidrio de diferentes colores.

### Arte almorávide
Las obras realizadas durante el reinado del monarca Yusuf ibn Tasufin, evidenciaban, todavía, la austeridad y falta de ornamentación impuestas por su fervor religioso. Rigor formal que no mantuvo su hijo Alí ibn Yusuf que, deslumbrado por el refinamiento cortesano de las taifas andalusíes, patrocinó la construcción de varios edificios decorados con los más bellos elementos.
El soporte preferido es el pilar, en sustitución de la columna. Adoptan el arco de herradura y lobulado, a los que añaden arcos de herradura o túmidos, lobulados trebolados, mixtilíneos y lambrequines formados, estos últimos, por pequeñas curvas, ángulos rectos y claves pinjantes. En relación con el desarrollo de los arcos aplican, desde el salmer, un motivo en S denominado serpentiforme, ya utilizado anteriormente en la Aljafería de Zaragoza. El sistema de tejados preferido es a dos aguas, construyen techos de madera y alcanzan un gran desarrollo en el arte mudéjar, a la vez que realizan extraordinarias cubiertas cupuladas. Unas, representadas por la cúpula del mihrab de la mezquita de Tremecén, seguirán el modelo cordobés: arcos entrecruzados que dejan la clave libre si bien, en este caso, arrancan de trompas angulares de mucarnas y utilizan unos complementos de estuco calado decorados con exuberantes motivos florales. A partir de esta obra, en la que se documenta la introducción en el Magreb de la mucarna o mocárabe, aparecen otros tipos de cúpulas denominadas de mucarnas, como la que puede verse en la mezquita de Qarawiyin en Fez.
Los trabajos artísticos continuaron vinculados a las tradiciones anteriores. El taller textil de Almería alcanzó su cénit realizando los famosos attabi. Estos tejidos se caracterizan por la utilización de colores más suaves con toques de oro formando círculos dobles, tangentes o enlazados, dispuestos en filas, en cuyo interior se bordan parejas de animales. La similitud con los tejidos sicilianos permite que se confundan ambos talleres. Un problema similar plantean los marfiles, que contienen inscripciones ambiguas que no acaban de aclarar a cuál de los dos talleres pertenecen. La cerámica, por su parte, continúa desarrollando la técnica de «cuerda seca parcial» o «total» dependiendo de que la decoración cubra toda la superficie o parte de ella. Al mismo tiempo aparecen dos nuevas técnicas aplicadas a la cerámica no vidriada: el esgrafiado y el estampillado, que se generalizarán en la época almohade.

### Arte almohade

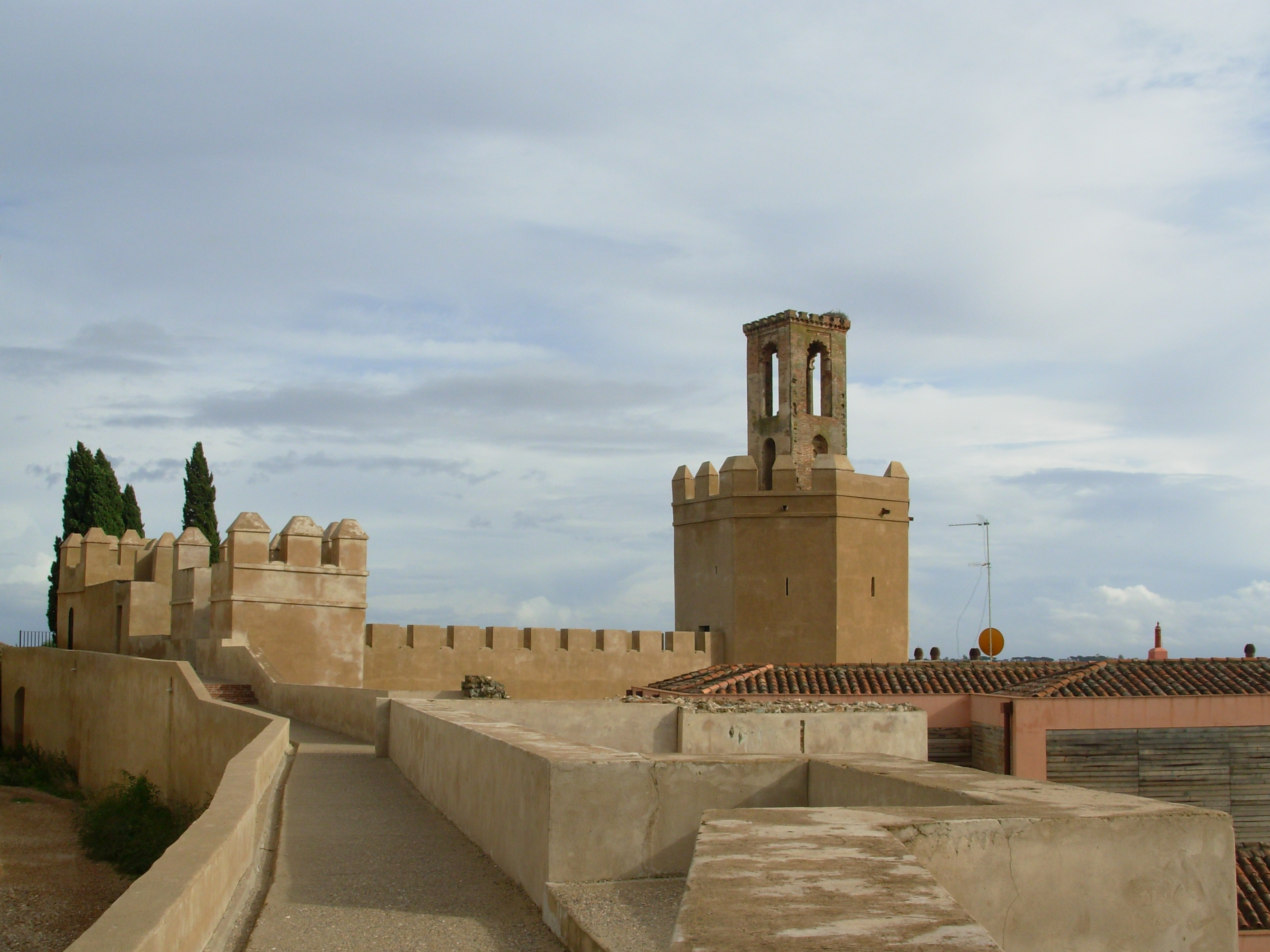
Alcazaba de Badajoz. Claro ejemplo de la arquitectura militar almohade. Es la alcazaba más grande de Europa.

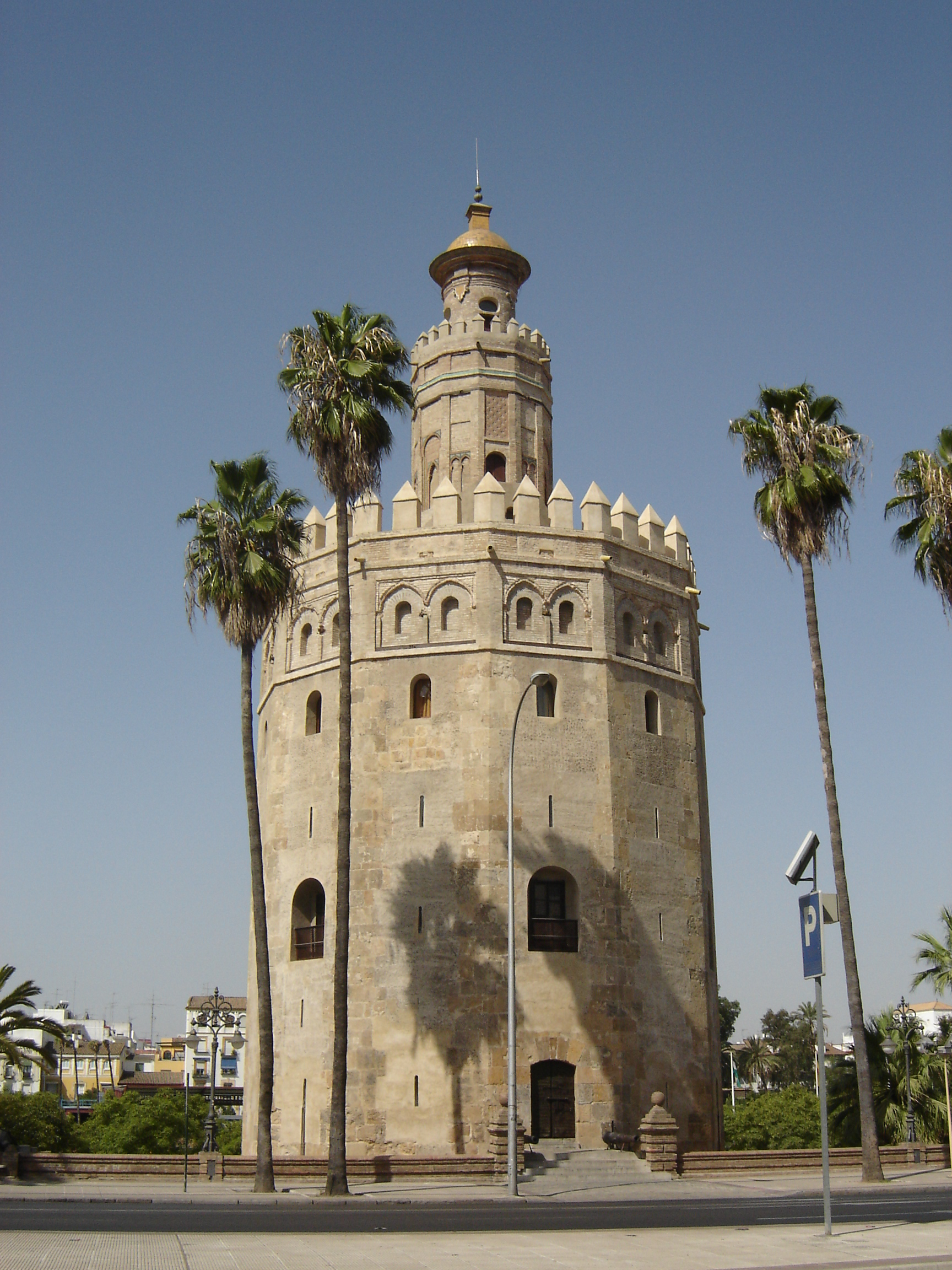
Torre del Oro (Sevilla). Arquitectura almohade. Primer tercio del

El retorno a la austeridad más extrema condujo, incluso de forma más rápida que en el caso de sus predecesores, los almorávides, a uno de los momentos artísticos de mayor esplendor, de manera particular en lo que atañe a la arquitectura. El arte almohade continuó la estela almorávide consolidando y profundizando en sus tipologías y motivos ornamentales. Construían con los mismos materiales: azulejos, yeso, argamasa y madera. Y mantuvieron, como soporte, los pilares y los arcos utilizados en el período anterior.
Sus mezquitas siguieron el modelo de la mezquita de Tremecén, con naves perpendiculares al muro de la qibla. La arquitectura palaciega introduce los patios cruzados que ya habían hecho su aparición en Medina al-Zahra, pero que es, en estos momentos, cuando adquieren su mayor protagonismo. Su mejor testimonio se halla representado en el Alcázar de Sevilla. Este esquema será aplicado, asimismo, en los patios nazarís y mudéjares. Otra novedad consiste en la colocación de pequeñas aberturas o ventanas cubiertas con celosías de estuco que dan acceso a una estancia y que permiten, de este modo, su iluminación y ventilación.
La arquitectura militar experimenta un enriquecimiento tipológico y se perfecciona su eficacia defensiva que tendrá gran trascendencia, incluso para el ámbito cristiano. Aparecen complejas puertas con recodos a fin de que los atacantes, al avanzar, dejen uno de sus flancos al descubierto; torres poligonales para desviar el ángulo de tiro; torres albarranas separadas del recinto amurallado pero unidas a él por la parte superior mediante un arco, lo cual permite aumentar su eficacia defensiva respecto a una torre normal, como la Torre del Oro de Sevilla; muros reforzados que discurren perpendiculares al recinto amurallado con objeto de proteger una toma de agua, una puerta, o evitar el cerco completo; barbacanas o antemuros y parapetos almenados.
En el terreno decorativo aplicaron un repertorio caracterizado por la sobriedad, el orden y el racionalismo, lo que se traduce en la aparición de motivos amplios que dejan espacios libres en los que triunfan los entrelazados geométricos, las formas vegetales lisas y lo más novedoso: la sebqa. Otra decoración arquitectónica que aparece en este alminar y en la mezquita de Qutubiyya, es la cerámica, en la que se aplica la técnica del alicatado; es decir piezas recortadas que, combinadas entre sí, componen un motivo decorativo. En otras ocasiones estas manifestaciones artísticas unen el carácter ornamental con el funcional.
Las obras de arte de esta época están peor representadas a causa de la confusión existente entre los diferentes períodos artísticos. Es lo que ocurre, por ejemplo, con los tejidos, que no se distinguen fácilmente de los mudéjares: acusan una práctica ausencia de motivos figurativos en tanto que aumenta la decoración geométrica y epigráfica a base de la repetición insistente de palabras árabes como «bendición» y «felicidad». En cuanto elementos metálicos, destacan los aguamaniles que representan figuras de animales decoradas con incisiones vegetales cinceladas.

### Arte nazarí

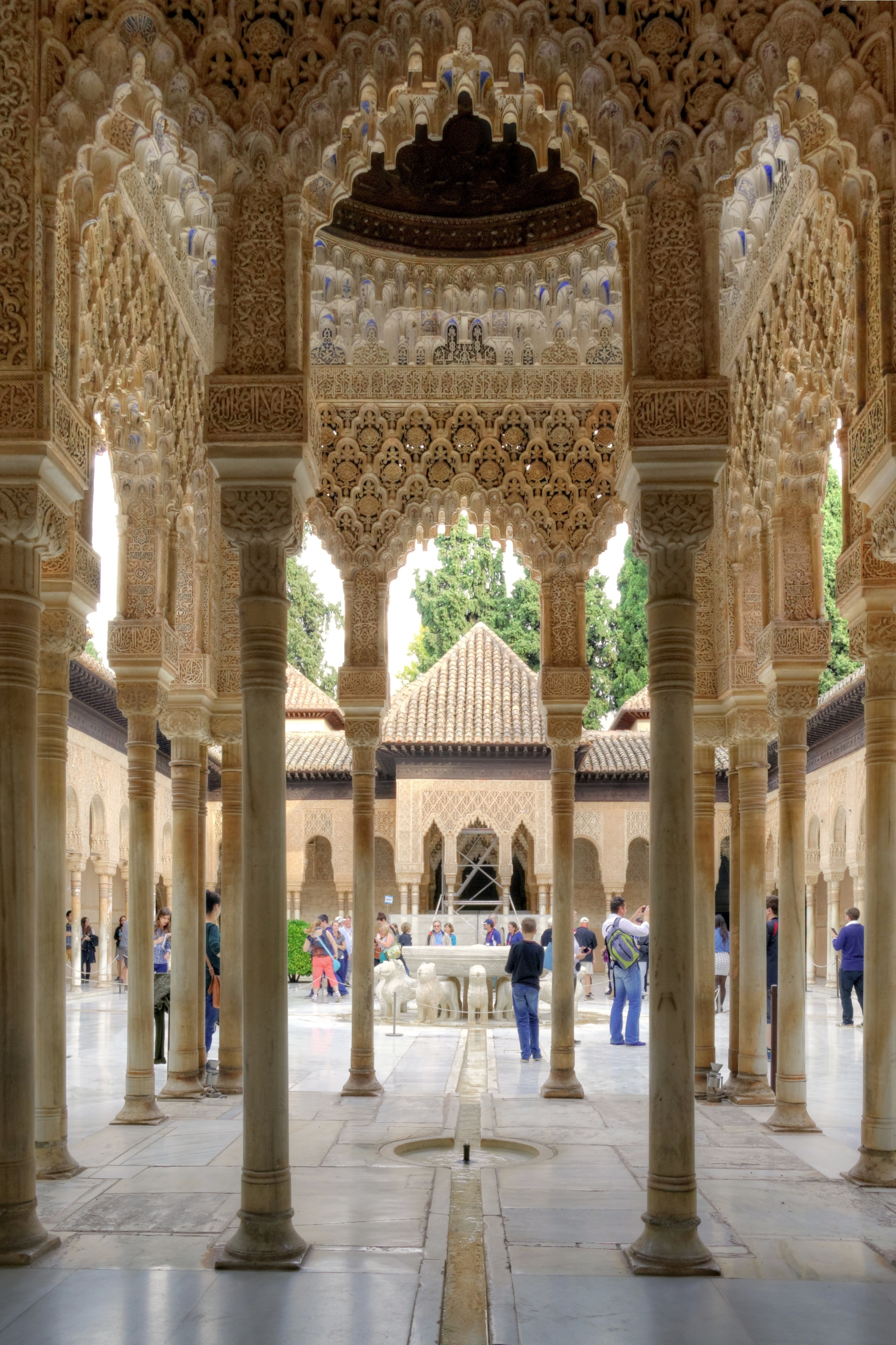
Patio de los leones en la Alhambra de Granada

El arte nazarí es el estilo surgido en la época tardía de al-Ándalus en el reino nazarí de Granada. Los dos paradigmas del mismo lo constituyen los palacios de la Alhambra y el Generalife.
La arquitectura militar desarrolla los mismos sistemas generados en la época anterior, dotándola de una mayor complejidad. La arquitectura palaciega emplea dos tipos de organización de patios: uno el patio monoaxial, patio de los Arrayanes o de la Alberca, y otro, el patio cruzado, patio de los Leones. Las estancias vinculadas a ellos responden, nuevamente, a dos tipologías: una alargada en cuyos extremos están las alcobas, y otra cuadrada rodeada por las habitaciones, por ejemplo, la Sala de la Barca y la Sala de las Dos Hermanas. Los escasos vestigios de arquitectura religiosa permiten pensar en mezquitas que siguen el modelo almohade, con naves perpendiculares al muro de la qibla. Quizá la única novedad destacable provenga del hecho de la utilización de columnas de mármol cuando el edificio es de cierta relevancia.

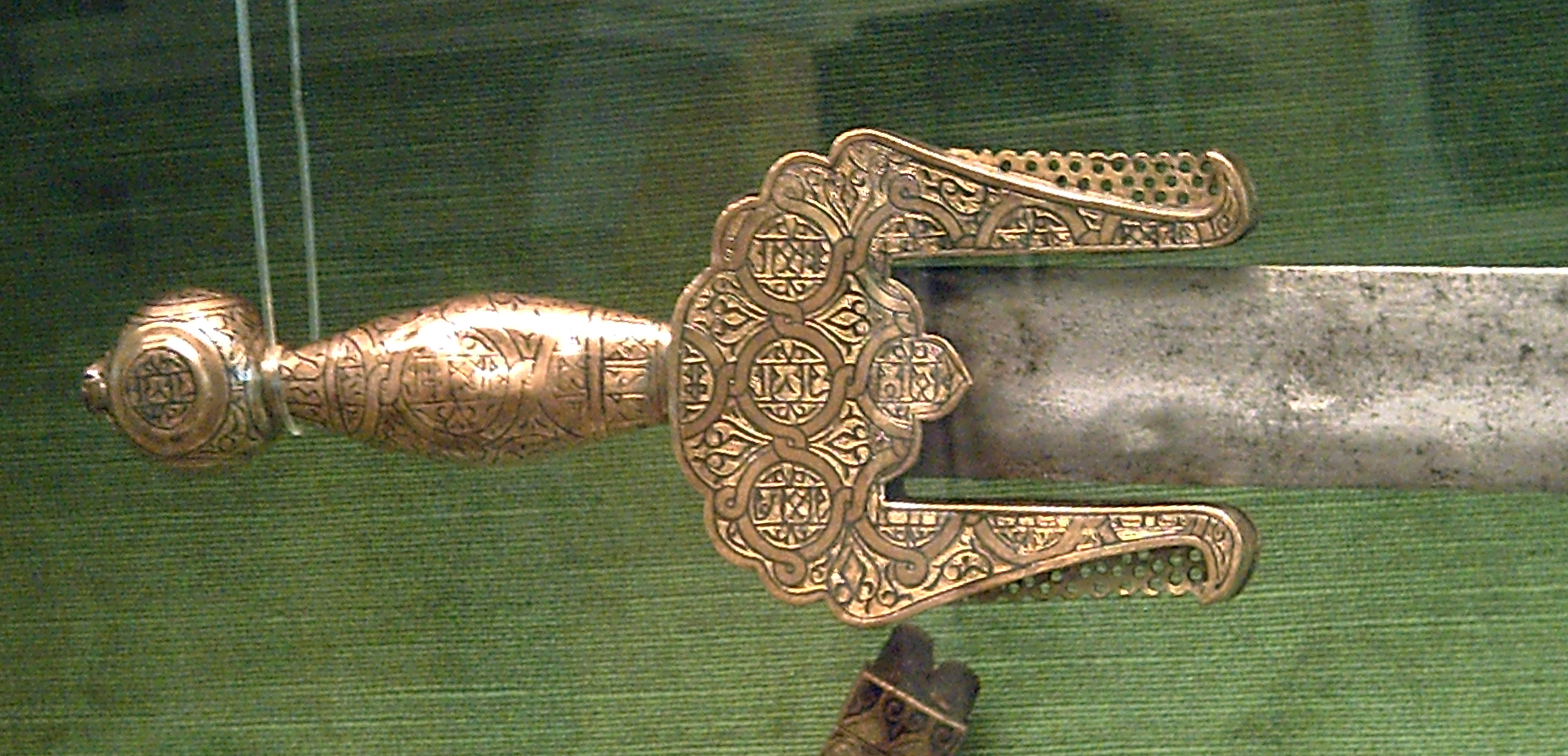
Espada nazarí

En cuanto al repertorio ornamental utilizan una profusión decorativa que enmascara la pobreza de los materiales, emplean desde zócalos alicatados y yeserías de estuco, a decoración pintada como la que se conserva en la bóveda de la Sala de los Reyes. Es característica la columna de fuste cilíndrico y el capitel de dos cuerpos, uno cilíndrico decorado con bandas y otro cúbico con ataurique. Los arcos preferidos son los de medio punto peraltado y angrelados. Las techumbres de madera alternan con bóvedas mocárabes realizadas con estuco como los de la Sala de las Dos Hermanas o la de los Abencerrajes. Asimismo, a los motivos ornamentales habituales (geométricos, vegetales y epigráficos), se une el escudo nazarí que será generalizado por Mohamed V.
En las artes suntuarias destacan las cerámicas de reflejos metálicos y los tejidos de seda a los que pueden añadirse los bronces, las taraceas y las armas. La cerámica de lujo, conocida como de «reflejo metálico» o «losa dorada» se caracteriza por someter, la última cocción, a fuego muy bajo «de oxígeno» y menor temperatura. Con este procedimiento la mezcla de sulfuro de oro y cobre empleada en la decoración llega a la oxidación reduciendo el brillo metalizado. Era frecuente, también, añadir óxido de cobalto con lo que se conseguían unos tonos azules y dorados. Los tejidos se caracterizaban por su intenso colorido así como por los motivos, idénticos a los empleados en la decoración arquitectónica.

### Literatura
La cultura islámica de España se pudo llamar árabe por la importancia de la lengua del Corán, aunque la población autóctona rural había conservado su dialecto romance. Dentro de las diferentes corrientes literarias del árabe medieval la poesía adquiere especial relevancia, no solo en el campo artístico, sino también socialmente. En un poema árabe no importa tanto lo que se dice sino el cómo, la temática fue muy conservadora y quedó poco margen para la inventiva. Los musulmanes españoles más sedentarios y urbanos solían utilizar el poema corto de tipo zéjel, ordenado en estrofas, cada uno con su propia rima final. La forma más antigua fue la moaxaja. El arabista Julián Ribera en su discurso de ingreso en la Real Academia Española (1912) considera que el creador de estos poemas sería Muhammed Ibn Mahmud, el ciego de Cabra, en torno al siglo X.
La influencia de la poesía árabe en los poemas provenzales es notoria. El primer trovador conocido, Guillermo de Aquitania, que vivió a comienzos del siglo XII, se sabe que hablaba árabe. De este modo, podemos afirmar, que la poesía trovadoresca tiene origen en la poesía andalusí. Autores como Dámaso Alonso, a partir de los estudios de Emilio García Gómez, también han puesto de manifiesto la importancia de la poesía árabe en el origen de las lenguas romances, al mostrar los paralelismos entre las jarchas, canciones romances que cierran las moaxajas, con las cantigas de amigo de la lírica gallego portuguesa y el villancico castellano.
En la poesía destacaron Ibn Hazm, Ibn Khafaja, Al-Mutamid, que además fue rey de la taifa de Sevilla, Wallada (siglo X) y Zaynab (siglo XII).

### Gastronomía
El pan era la base de la alimentación del Ándalus, consumiéndose también carne, pescado, legumbres y frutas. Los alimentos eran cocinados con hierbas aromáticas, como el orégano, y especias (jengibre, pimienta, comino...). La grasa usada era el aceite (al-zait), siendo famoso el producido en la región de Coímbra. Los dulces eran también apreciados, como las queijadas (qayyata), el arroz dulce con canela y diversos pasteles hechos con frutos secos y miel, que son aún hoy característicos de la gastronomía de ciertas regiones de la península.